# Histoire urbaine de Lyon

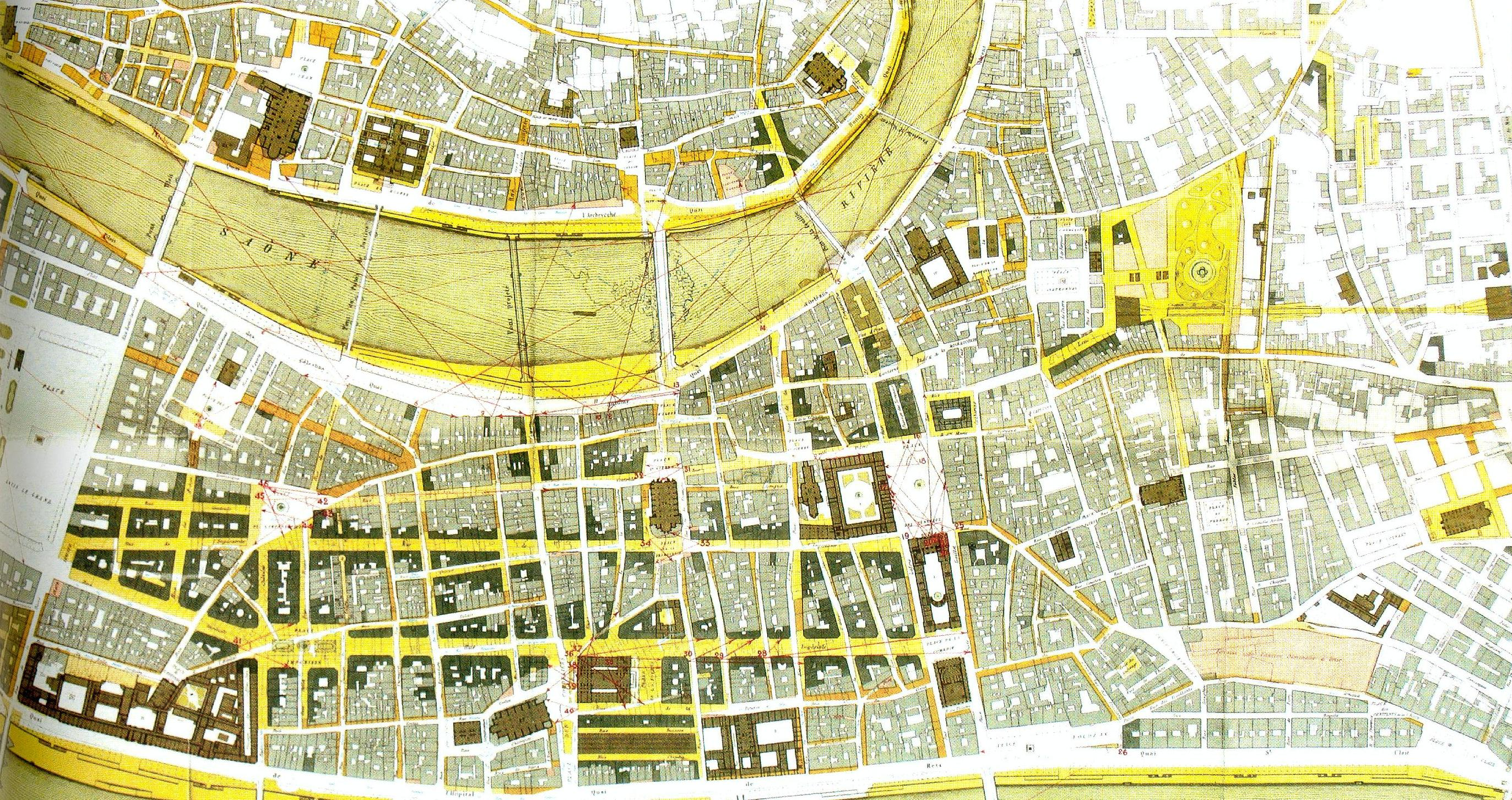
L'aménagement projeté de la Presqu'île, en 1863.

L’histoire urbaine de Lyon permet de retracer les formes que prend l’occupation humaine du site au cours de l'histoire de la ville.
Développée par les Romains sur la rive droite de la Saône, Lugdunum s'étend rapidement et englobe le bourg gaulois de Condate situé au pied de la Croix-Rousse. La ville s'étendant, elle déborde sur l'île de Canabae (notamment quartiers artisanaux et commerciaux) et sur la colline de Fourvière (centre administratif et religieux). Cette implantation sommitale n'est possible que dans un second temps, grâce à la maîtrise des techniques hydrauliques permettant à l'aqueduc du Gier d'apporter l'eau dans la citadelle. La fin de l'Empire romain d'Occident met un terme à cet urbanisme : Lyon se resserre jusqu'à ne plus être qu'une petite bourgade concentrée en bord de Saône, autour des églises et des cimetières.
De cette concentration linéaire entre Saône et colline naît petit à petit l'urbanisme des traboules, caractéristique de Lyon. Ce sont les évêques et archevêques qui relèvent Lyon : soucieux de manifester le sentiment religieux, ils construisent et restaurent la future cathédrale, la clôturent, la dotent d'un scriptorium. Parallèlement, les abbayes se développent (Ainay, Île Barbe, Saint-Pierre). La ville se développe durant la renaissance carolingienne, puis végète à nouveau.
Sa situation privilégiée de confluent et de ville-frontière lui vaut de nouveau d'être sujet d'intérêt voire de convoitise de la part des grandes puissances du Moyen Âge central (roi de France, empereur germanique et pape), ainsi que de seigneurs locaux (Forez et Beaujeu). La ville se fortifie donc, autour des édifices religieux, principalement la cathédrale qui est entièrement rebâtie, mais aussi à Saint-Just ou Ainay. Des ponts commencent aussi à traverser la Saône. Le franchissement du Rhône est également tenté, mais les ponts de bois successifs sont détruits par les crues à plusieurs reprises, jusqu'à l'établissement beaucoup plus tardif d'un pont de pierre.
L'intégration à la France est douloureuse au début ; puis la faveur royale, aux débuts de la Renaissance (foires, soie), contribue à développer la ville, donc la croissance démographique est très forte au XVIe siècle : elle se densifie d'abord sur la presqu'île et le Vieux Lyon, puis déborde, principalement en direction de la Croix-Rousse. Les projets royaux sous l'absolutisme visent à aménager de manière solennelle l'espace central de la presqu'île : avenues et places sont créées et ornementées, le sud de la presqu'île est définitivement assaini et viabilisé. La ville, qui a atteint à la veille de la Révolution une population de 150 000 habitants, est très fortement touchée par les troubles révolutionnaires, et ne se relève que lentement.
C'est le second âge d'or de la soie qui est à la source de la croissance lyonnaise : la Croix-Rousse se développe et, surtout, la rive gauche du Rhône, enfin drainée, assainie et endiguée, est quadrillée de rues et d'immeubles. Le chemin de fer s'implante à Perrache puis en rive gauche. La croissance, assez spontanée aux débuts, est de plus en plus encadrée à la fin du XIXe et au début du XXe siècle, avec les grandes opérations d'aménagement de la Presqu'île, les théories de la cité ouvrière de Tony Garnier, les rénovations urbaines entreprises ou envisagées dans les quartiers les plus anciens.
Ces rénovations, qui se poursuivent au début de l'après-guerre, sont parfois excessives, visant à détruire un patrimoine ancien pour le remplacer par des quartiers « fonctionnels ». C'est également une période marquée par un fort interventionnisme de l'État, et par une doctrine favorable aux aménagements routiers, ce qui conduit en particulier à la traversée du centre-ville par une autoroute.
Une prise de conscience de la valeur patrimoniale des quartiers anciens caractérise la fin du XXe siècle, confortée par l'inscription au patrimoine mondial du Vieux Lyon et de la presqu'île. Parallèlement, l'urbanisme est repris en main par la collectivité territoriale, et mutualisé à l'échelle de l'agglomération par la structure intercommunale qui en récupère les plus larges prérogatives en tant que département en 2015, la métropole de Lyon. Au début du XXIe siècle, la politique urbaine prend peut à peu ses distances avec les aménagements exclusivement routiers et s'inscirt dans une logique de transition écologique et de proximité.

## Durant l'Antiquité

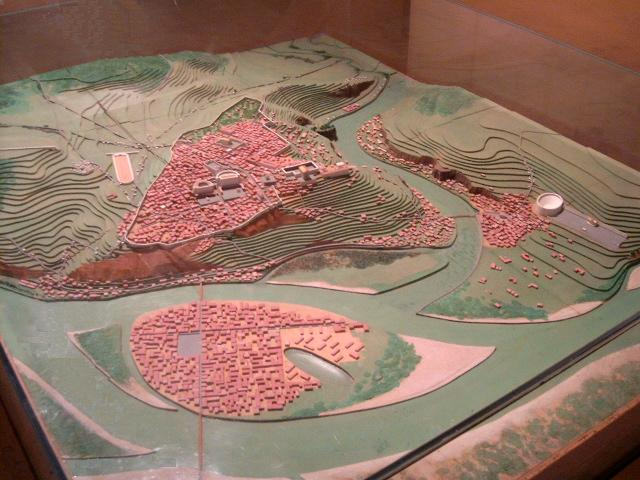
Maquette de 1977 présentant une probable occupation du sol de Lugdunum : la ville elle-même sur la colline de Fourvière, le bourg gallo-romain de Condate sur les pentes de l'actuelle Croix-Rousse, les faubourgs sur la presqu'île. Beaucoup des hypothèses topographique de cette maquette sont aujourd'hui désuète.

À l'époque gallo-romaine, l'actuelle ville de Lyon est divisée en trois quartiers distincts : Le premier est la ville romaine de Lugdunum, le second est le faubourg gaulois de Condate, correspondant aux premières pentes de la Croix-Rousse ; le troisième est l'île ou la presqu'île occupant l'emplacement du IIe arrondissement actuel.

### La ville romaine
La ville romaine de Lugdunum est fondée en 43 av. J.-C. par Lucius Munatius Plancus. À ses débuts, la ville romaine est située surtout sur la rive droite de la Saône, au pied de la colline, à l'emplacement de l'actuel quartier du Vieux Lyon. La raison en est simple : les premiers aqueducs alimentant la colline de Fourvière, monts d'Or, Yzeron et Brévenne, ne franchissent que tout juste le seuil de Trion, et a fortiori, n'atteignent pas le sommet de la colline. « La partie la plus élevée […] n'était, pour ainsi dire, pas habitée à cette époque ».
En 65, Lugdunum est victime d’un terrible incendie. Sénèque précise : « Assez souvent on a vu des villes endommagées par le feu, mais jamais tellement qu'il ne restât quelque vestige de ce qu'elles étaient auparavant… Après cela, qui croirait que tant de palais capables d'embellir plusieurs villes se soient évanouis en une nuit… Lyon qu'on avait accoutumé de montrer dans la Gaule comme l'un de ses plus beaux ornements, se cherche aujourd'hui et ne se trouve plus ». L'historien lyonnais André Steyert estime, en 1895, que l'auteur use d'hyperboles et d'exagérations rhétoriques : « Le feu s'est propagé dans la ville basse, s'est étendu sur les flancs de la colline, mais n'a pas atteint la partie la plus élevée ». Les fouilles de la ville haute n'ont montré aucune trace d'incendie dans les couches stratigraphiques, ce qui corroborerait l'hypothèse selon laquelle seules les parties basses de la cité auraient été touchées.
Après l'incendie et la reconstruction de la ville, l'aboutissement du chantier de l'aqueduc du Gier, dans lequel la technologie des siphons est suffisamment développée pour que l'eau atteigne l'actuel site de La Sarra, permet de configurer différemment la cité romaine, qui se construit au sommet de la colline de Fourvière, englobant l'actuelle basilique, le cimetière de Loyasse, le parc des Hauteurs, le sanctuaire de Cybèle, etc. Lugdunum atteint à cette époque son apogée (sous les Antonins, entre 96 et 192 environ) : elle compte alors entre 50 000 et 80 000 habitants. La Saône est alors la coupure majeur de l'espace lyonnais, séparant la ville des patriciens (Fourvière et Vieux Lyon) de celle du peuple (Condate et Canabae).

#### La ville haute

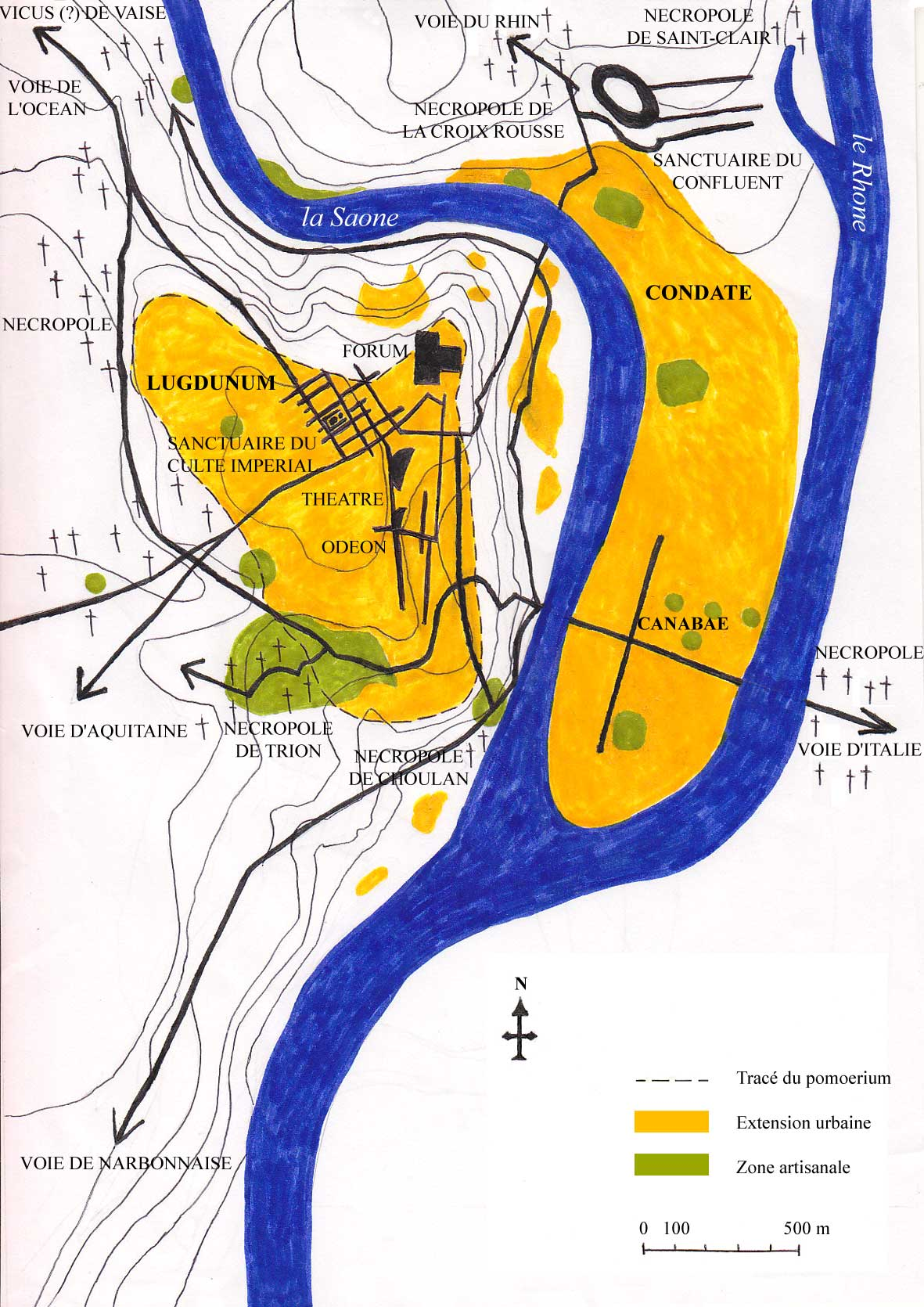
Plan schématique montrant la ville antique ; l'auteur fait l'hypothèse d'une presqu'île (et non d'une île) de Canabae.

L'existence d'une enceinte encerclant la ville haute n'est pas attestée. Son érection restait un privilège accordé à une cité par l'empereur romain, phénomène plutôt rare en Gaule. L'apport archéologique est réduit : en 1957, des travaux à l'est de la place de l'Abbé-Larue mettent au jour un élément de mur et la base d'une tour, et en 1968, dans la partie nord de cette place, à proximité de la rue des Farges, sont dégagés des restes d'un mur antique rectiligne, large d'1,80 m et long de 41 m. Amable Audin interprète ces restes comme étant ceux de l'enceinte romaine : « Le cardo […] monte […] jusqu'au mur d'enceinte qu'il traverse ». Toutefois, aucune épigraphe ou aucun texte ne corroborent cette hypothèse et il peut tout aussi bien s'agir d'un mur de soutènement.
Le forum, centre de la vie publique, était situé sous l'actuelle esplanade située devant la basilique Notre-Dame de Fourvière. Il était entouré du temple capitolin, à l'emplacement de l'actuelle basilique ; la curie, lieu des délibérations municipales, et la basilique, celui des délibérations judiciaires, dont les emplacements ne sont pas connus avec exactitude ; enfin, le palais impérial, qui aurait été situé à l'extrémité nord-est du plateau, (au nord de la basilique, à proximité de la tour métallique de télécommunications) selon les archéologues.
La structure urbaine de cet ensemble est conforme à ce qui se fait ailleurs dans l'Empire : rues orthogonales orientées suivant les points cardinaux, autour d'un cardo et d'un decumanus. Plusieurs rues actuelles ont gardé le tracé exact de la voie romaine à la place de laquelle elles sont bâties : c'est notamment le cas de la rue Roger-Radisson, de la rue Cléberg, de la montée de Fourvière. Selon Amable Audin, le decumanus est identifiable à l'actuelle rue Cléberg ; les fouilles récentes tendent plutôt à montrer qu'il agit de l'actuelle rue Roger-Radisson. La voie traverse le plateau en une diagonale large de 12 m dont le dallage est constitué de grands blocs de granit remarquablement assemblés. Cette rue débouche, au nord-ouest de la cité, sur un temple, identifié par les fouilles du clos du Verbe Incarné, comme le Sanctuaire municipal du culte impérial de Lugdunum où le podium du temple de Jupiter est découvert. Au sud du decumanus, le théâtre voit sa capacité passer de 4 500 à 10 700 places sous l'empereur Hadrien. Vers 160, on adjoint au théâtre un odéon de 3 000 places, consacré à la musique.
Le cirque aurait été situé, selon Amable Audin, dans le fossé de Trion, suffisamment plat pour abriter cette structure, probablement bâtie en bois vue l'absence de tout vestige. La proximité des nécropoles renforce cette supposition, car les jeux du cirque et la mort sont souvent liés dans la Rome antique. Le seuil de Trion est également le lieu où passaient les quatre aqueducs de Lyon : trois d'entre eux (dans l'ordre chronologique, Monts d'Or, Yzeron et Brévenne) venaient de l'ouest, franchissaient le seuil et se déversaient dans des réservoirs situés à proximité (Minimes). Le quatrième, celui du Gier, venait du sud (colline de Sainte-Foy), traversait le seuil de Sion pour remonter vers Fourvière, où était construit le réservoir principal de la ville.

### Le bourg de Condate
Le bourg de Condate tirait son nom du latin signifiant confluent. Ce bourg constituait la partie « indigène » du Lyon antique. À ce titre, il est beaucoup plus ancien que Lugdunum, et les fouilles ont permis d'en faire remonter les origines au IXe ou au VIIIe siècle av. J.-C.. Certaines études contestent toutefois la nécessité d'un peuplement antérieur sur le site de Condate.
Outre la présence (éventuelle et encore incertaine) du premier confluent du Rhône et de la Saône à proximité, le quartier de Condate présentait une autre différence topographique avec la ville actuelle. Les travaux de la rue Terme ont abaissé d'environ neuf mètres la falaise surplombant la place Sathonay ; auparavant, elle mesurait une quinzaine de mètres de hauteur. La présence d'un pont ou d'un gué traversant la Saône n'est toujours pas avérée, même si elle est envisageable.
Le quartier concentrait plusieurs équipements gallo-romains, le plus célèbre étant l'amphithéâtre des Trois Gaules, inauguré en l'an 12 avant Jésus-Christ. La localisation de ce dernier a fait l'objet de multiples hypothèses l'ayant placé à Saint-Jean, Ainay ou à la place du théâtre. L'identification certaine de l'amphithéâtre avec les ruines situées rue des Tables-Claudiennes ne s'est faite qu'en 1958. Ces ruines étaient identifiées depuis 1820, mais la présence de l'euripe avaient fait croire à tort à François Artaud qu'il s'agissait d'un dispositif d’inondation destiné à organiser des naumachies. D'autre part, l'amphithéâtre, creusé au nord dans la colline, était bâti au sud sur un talus artificiel haut de plus de vingt mètres, qui venait s'appuyer sur la terrasse dont la falaise mentionnée ci-dessus constituait la fin.
Des thermes étaient implantés sur l'actuelle place Sathonay, sans qu'on sache s'il s’agissait d'un équipement public ou de l'annexe d'une maison riche. Le quartier était centré autour de l'autel du culte impérial, entouré de quatre hautes colonnes surmontées de statues représentant des victoires militaires. La partie la plus dense de ce bourg gaulois était située entre les actuelles rue du Jardin des Plantes et rue Constantine. Rien ne permet de croire que ce quartier était alimenté en eau potable par l'un des quatre aqueducs aboutissant à Fourvière. Mais rien ne prouve non plus l'existence d'un aqueduc dit « de Cordieu », venant de la Dombes, comme le suggère Camille Germain de Montauzan.
L'artisanat est développé dans ce quartier : les fouilles à la Grande-Côte et à Saint-Vincent ont mis au jour au moins sept ateliers de potiers, ainsi qu'un de verrerie.
À partir du milieu du IIIe siècle, ce quartier est lentement abandonné. Les fragments retrouvés dans la montée de la Grande-Côte lors des fouilles entreprises à partir de 1985 suggèrent l'existence d'un mur d'enceinte du bourg, assemblé au IIIe siècle en grand appareil, et dont les pierres provienne probablement soit de l'amphithéâtre, soit éventuellement du sanctuaire, les deux étant à cette époque tombés en déshérence.

### L'île de Canabae
L'île de Canabae, correspondant à peu près à la partie centrale de l'actuelle presqu'île, était un quartier résidentiel et commerçant, construit probablement au Ier siècle, même si le terme n'apparaît qu'au IIe siècle. Il était séparé en deux parties : le nord de l'actuelle rue Sainte-Hélène était plus artisanal et commercial, le sud plus résidentiel. C'est dans ce quartier que se trouvaient les principaux entrepôts de vin, de blé et d'huile destinés à la population locale ou au commerce.

## Au Moyen Âge

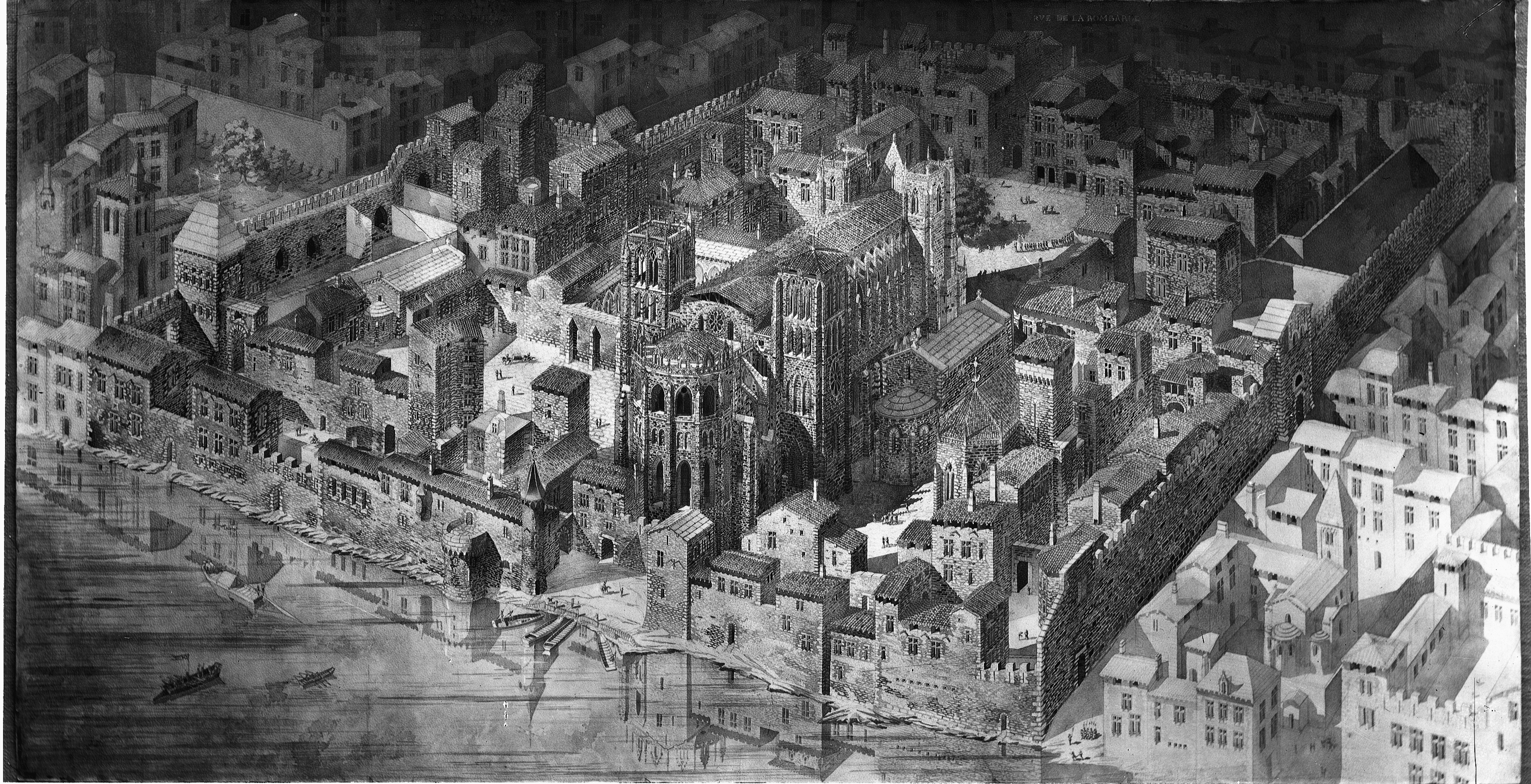
Dessin de Rogatien Le Nail (XIXe siècle) représentant le Vieux Lyon tel qu'il était du.

### Le resserrement de la ville
Avec le déclin de l'Empire romain, précipité par les invasions barbares, Lyon, de grande métropole d'échange qu'elle était, redevient une petite bourgade. La cité se réduit, dès l'effondrement de l'Empire romain, aux deux rives de la Saône. Ainsi, de nombreuses parties de la cité romaine se vident de leurs habitants, notamment Fourvière, ou les quartiers autour des actuelles places de la Bourse, de la République ou des Terreaux. L'occupation humaine se maintient toutefois dans la zone de la place des Célestins et de l'église Saint-Nizier. L'espace urbain se ruralise ; les voies conservées gardent pour principale fonction de desservir des espaces agricoles, principalement des vignes sur la colline de Fourvière, mais aussi de garder un accès aux ruines, utilisées comme carrières de pierre.
Une des principales raisons de la désertion des points hauts est le rapide dysfonctionnement des aqueducs romains. En effet, ceux de Lyon sont particulièrement techniques, comportant tous des siphons. Ces derniers sont réalisés en plomb, matériau très prisés des pillards. La disparition du cadre juridique romain lève les interdits très sévères placés sur la protection des ouvrages d'art destinés à l'adduction d'eau potable. L'invasion sarrasine de 725 achève la destruction de ces ouvrages.

### Le recentrage sur les édifices religieux
Le pomerium se réduit donc autour des pôles constitués par les églises et surtout par les cimetières qui y sont attenants. La ville du haut Moyen Âge est ainsi réduite, du Nord au Sud, de Saint-Paul à Saint-Georges, et en profondeur à quelques centaines de mètres au maximum de la Saône. Félix Benoît date de cette époque l'apparition de ce qui deviendra la forme caractéristique de l'urbanisme lyonnais, la traboule. En effet, les constructions s'étirent au maximum parallèlement à la Saône, l'accès à celle-ci étant obstrué pour tous les habitants ne donnant pas directement sur la rivière. La densification intervient plus tard au Moyen Âge : derrière chaque immeuble donnant sur la voie, un autre est construit, donnant sur la cour. On ne peut y accéder que par le passage. Les rues transversales étant très peu nombreuses, on finit par relier les deux rues en passant par la cour, ce qui offrait aux habitants un cheminement qui compensaient cette rareté.
La ville du IXe siècle est ainsi réduite aux établissements ecclésiastiques et à leurs dépendances. Par ailleurs, non seulement l'espace central est beaucoup plus réduit, mais il est faiblement urbanisé. Les tenures des deux grands propriétaires ecclésiastiques du centre-ville (chapitre cathédral et paroisse Saint-Paul) ne sont occupées respectivement qu'à soixante et cinquante pour cent environ au début du IXe siècle. À cette date, le nombre total de tenures de la ville est de 1 144. Il est donc possible, en extrapolant les données démographiques de l'époque, d'estimer la population lyonnaise de ce siècle à seulement 1 500 habitants seulement, dont environ 800 à 1 000 laïcs.
En 840, un éboulement emporte le forum romain et en disperse les restes dans l'actuel jardin du Rosaire, sous la basilique de Fourvière. La croissance ne commence faiblement que vers le XIe siècle, avant de s'accentuer entre 1180 et 1230, après quoi la ville stagne jusqu'au XVIe siècle.
Un autre des resserrements de la ville est la perte d'influence politique : alors que Lyon, capitale burgonde, rayonne encore dans toutes les directions, le Lyonnais du Moyen Âge central ne s'étend que vers l'ouest. Au Nord, passé l'actuel boulevard de la Croix-Rousse, commence la Bresse ; à l'est, la rive gauche du Rhône est située en Dauphiné. La ville de Lyon est une ville-frontière, dont le rayonnement urbain est entravé.

### La structure urbaine au Moyen Âge central
Au Moyen Âge comme à la Renaissance, la Saône est le véritable axe majeur de la ville. Artère commerçante, artisanale, source d'eau et d'énergie hydraulique, lieu de distractions, elle est bordée de grèves qui sont peu à peu aménagées et pavées. Au contraire, le Rhône, fleuve au cours violent et imprévisible, reste presque vierge d'aménagements. Sur la rive droite de la Saône se développent deux quartiers distincts. Le premier, situé en bord de Saône, correspond au Vieux Lyon actuel. Il est ceinturé d'une muraille, dans laquelle l'entrée de la ville se fait au sud (par la porte Saint-Georges) et au nord par celle de Bourgneuf. Entre 1180 et 1230, à l'époque où commence la construction de l'actuelle primatiale, la ville connaît une forte croissance démographique. Les nombreux habitants supplémentaires sont logés dans des lotissements que les archevêques implantent principalement en rive droite de Saône entre Saint-Jean et Saint-Paul et sur la presqu'île entre la rue Mercière et l'abbaye Saint-Pierre.
Au XIIIe siècle, la population de la ville croît franchement. Cela se voit à plusieurs indices indirects, les sources écrites ne permettant pas de quantifier le phénomène. En premier lieu, l'extension du bâti urbain dépasse largement les nécessités d'un simple accroissement naturel des habitants de la cité. Par ailleurs, le nombre d'hôpitaux augmente nettement, passant de cinq à douze sur le siècle. Une autre indication de l'accroissement de la population est l'installation d'un grand nombre de couvents d'ordres nouveaux qui accompagnent les limites de l'urbanisation (surtout pour les ordres mendiants). Enfin, et même si sa construction subit bien des aléas, le pont sur le Rhône est à coup sûr un facteur de développement. Par ailleurs, le pont de Saône et les fortifications qui lui sont associées sont aussi le marqueur d'un développement nouveau.
Cependant, à l'époque du rattachement de la ville au royaume de France (1312), Lyon n'aurait été qu'une petite agglomération de 3 300 feux, comme l'affirme l’Avisamenta destinée à chiffrer les réparations dues par le roi à l'archevêque pour les déprédations commises durant le siège de Lyon. Le document est cependant à considérer avec précaution : il est très partial car cherchant à minimiser ces réparations. En outre, il fait suite et répond à un autre document, émanant de l'archevêque, qui maximise au contraire les torts subis par la ville.
L'urbanisation de Lyon durant le Moyen Âge central répond à une certaine logique, même si elle n'apparaît pas de prime abord. À l'instar de ce qui se fait à Florence quelques années plus tard sous la conduite d'Arnolfo di Cambio, il s'agit pour Lyon de constituer un tissu urbain relativement régulier, planifié, doté de parcelles de tailles assez similaires (même si on verra qu'un allongement progressif des parcelles s'effectue). Le tissu urbain fixé vers 1230 n'évolue presque plus ensuite durant trois siècles. En revanche, à l'intérieur de ce cadre fixé, un densification du bâti est sensible.

#### Le centre-ville: l'actuel Vieux Lyon

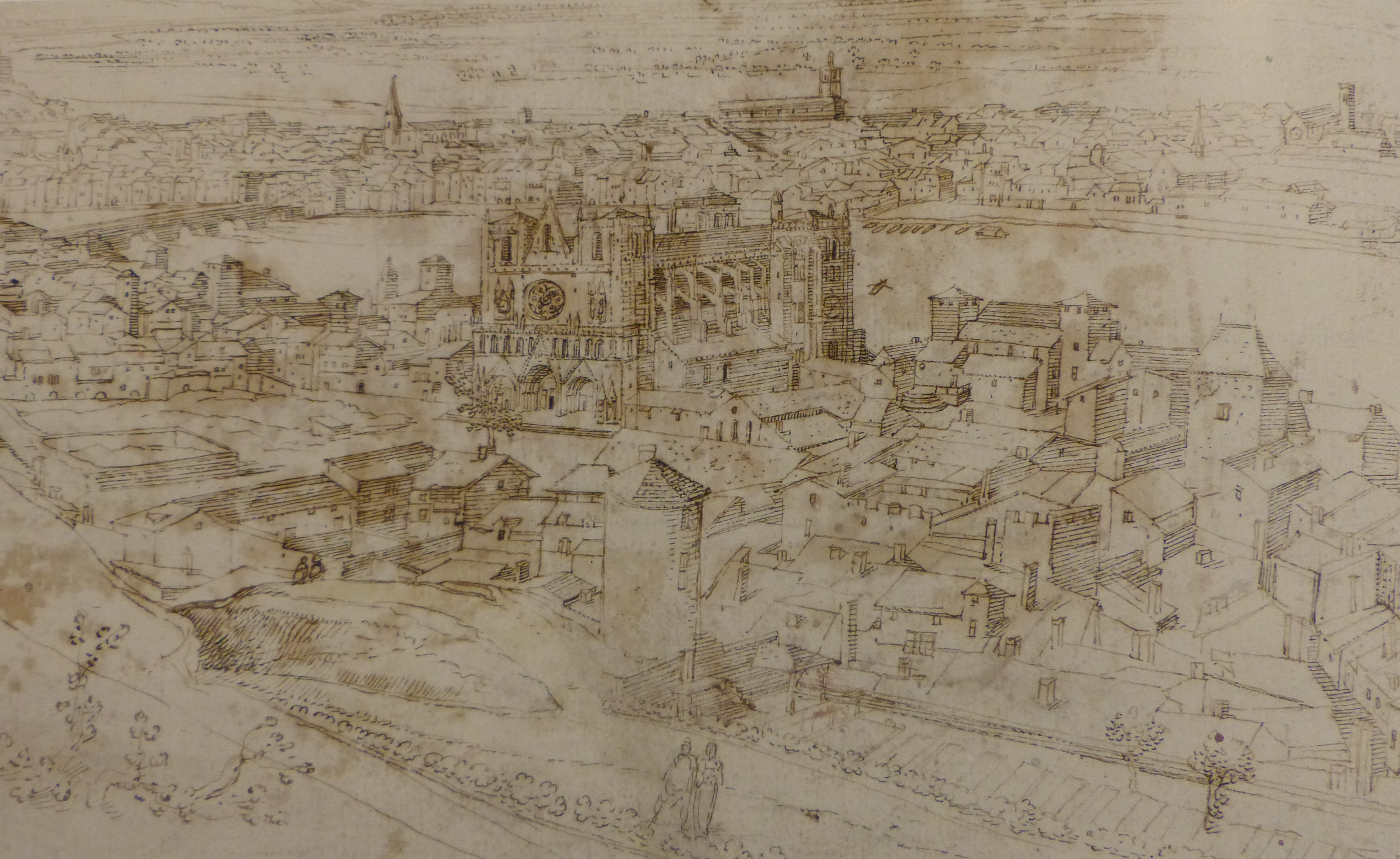
Gravure dite Anonyme Fabriczi, montrant Lyon au XVIe siècle, vue depuis l'actuelle montée du Chemin-Neuf. La cathédrale y tient une place centrale.

À l'époque où démarre le chantier de la nouvelle cathédrale Saint-Jean, l'archevêque Guichard de Pontigny fait fortifier le quartier qui comporte, outre la cathédrale, les églises Saint-Étienne et Sainte-Croix, ainsi que l'actuelle manécanterie. Le cloître cathédral, quadrilatère d'environ deux cents mètres de côté, est ceinturé d'un mur de plus de deux mètres d'épaisseur pour se prémunir des attaques comme celles qu'a menée le comte de Forez Guigues II en 1162.
Ce mur est doublé d'une enceinte qui englobe au nord l'église Saint-Paul (mais pas le château de Pierre Scize), au sud Saint-Georges, et qui escalade les pentes de Fourvière en croisant la montée du Gourguillon, en passant sous la terrasse de l'Antiquaille et à travers le jardin du Rosaire. Il s'appuie en partie sur des éléments structurels datant de l'Antiquité. La création d'un bâti continu dans tout le Vieux Lyon est daté des années 1180-1230. Il est principalement le fait de la politique de l'archevêque ou du chapitre cathédral.
Ce quartier est comme aujourd'hui divisé en trois bourgs d'inégales importances, chacun construit autour d'une église ou d'un groupe d'églises : le plus petit, au sud, est le bourg de Saint-Georges, autour de son église. Au nord, autour de l'église éponyme, se construit le quartier Saint-Paul. Enfin, au centre, le quartier Saint-Jean est construit autour du groupe cathédral, et en particulier autour de la primatiale, dont le chantier dure de 1170 jusque vers 1435.

#### Le bourg de Trion
Le second quartier de la rive droite est situé sur la colline, au niveau du seuil de Trion, et comprend les quartiers Saint-Just et Saint-Irénée, également ceints d'une muraille. Deux petits éléments se distinguent visuellement, mais n'entraînent alors aucun noyau de peuplement : le sommet de la colline de Fourvière, avec la chapelle Saint-Thomas, d'une part, et d'autre part le château de Pierre Scize. Aucun élément archéologique ne permet d'attester de la présence d'une enceinte. En revanche, les sources médiévales évoquent un « château de Saint-Just ». Cette enceinte a en tout cas soit été justifiée par une urbanisation croissante du secteur, soit permis cette urbanisation, qui est indéniable.

#### La presqu'île
Le troisième quartier de Lyon est la presqu'île, barrée au nord par une clôture (« clausura ») percée d'une porte (Saint-Marcel). Cette enceinte a été bâtie principalement par l'archevêque Jean Belles-mains à la fin du XIIe siècle. Cette clôture est remplacée après les évènements de 1269-1270 : le rempart dit « mur des Terreaux » est alors construit pour protéger la ville des assauts venus du nord mais aussi pour protéger les bourgeois des appétits du chapitre. Ce mur dont la pérennité était incertaine se voit renforcé par l'arrivée du gardiateur imposé par le roi de France, qui, dans l'intérêt de son maître, monte la population contre les instances ecclésiastiques. Ce mur des Terreaux étant situé plus au sud que l'enceinte préexistante, la surface enceinte de la ville est réduite, cas rarissime au Moyen Âge ; malgré cela, la perception de la limite de la ville reste, et ce durant des siècles, attachée à l'ancienne enceinte de Jean Belles-mains.
Il est structuré autour de l'église Notre-Dame de la Platière, que Leidrade nomme dans ses chroniques « église Sainte-Marie ». La place de la Platière (platea, plateria) fait face à celle de la Douane ou Saônerie (Saoneria, Salneria), située sur la rive droite, de l'autre côté du pont (aujourd'hui Pont au Change). Comme dans l'antique Lugdunum, la ville est coupée entre le quartier religieux, centre du pouvoir, en rive droite de la rivière, et la presqu'île, marchande et populaire. L'urbanisation de la presqu'île est pour partie due aux actions ecclésiastiques (archevêque, chapitres et surtout les abbayes Saint-Pierre et d'Ainay), mais aussi à la bourgeoisie, ce dont les noms de rues ultérieurs témoignent : les noms de rue « Ponce Olard », « de Fuers », « Grôlée » montrent que les grandes familles bourgeoises, à défaut de percer elles-mêmes les rues, en aménagent le foncier.
L'urbanisation, à l'abri de la clôture qui barre la presqu'île au nord et la sépare des pentes de la Croix-Rousse, se développe en cinq temps : tout d'abord, vers 1180, un premier lotissement se crée au sud de l'église Saint-Nizier, comprenant les rues Poulailleries, du Bois et Grenette, qui desservent des parcelles étroites (cinq mètres de largeur en moyenne), assez profondes (une vingtaine de mètres) mais non traversantes. Dans un second temps, probablement vers 1183-1185, en même temps qu'est posé le premier pont sur le Rhône, le percement, d'une part de la rue Mercière, d'autre part, des rues Ferrandière, de la Boisserie, Bonneveaux et du Palais-Grillet, entraîne la création, sur les côtés de ces dernières, de lotissements un peu plus vastes (6 × 25 mètres pour les parcelles donnant sur la rue Mercière). L'étape suivante, à partir de 1190 et jusque vers 1200, est celle du débouché des rues sur le Rhône, notamment la rue du Puits-Pelu et celle de la Boisserie. Si les lotissements créés le long de la première sont sensiblement équivalent à ceux des phases précédentes, ceux jouxtant la rue de la Boisserie sont plus larges (sept mètres) et surtout bien plus profondes (quarante mètres environ). Ensuite, vers 1220-1230, vient la phase d'urbanisation de l'espace compris entre les rues Mercière, Bourgchanin et du Port-du-Temple au sud et à l'ouest, le Rhône à l'est et l'urbanisation préexistante au nord. Ces lotissement, d'une largeur de cinq à sept mètres, mesurent jusqu'à une cinquantaine de mètres de profondeur. Enfin se déroule une phase de complétion du quadrillage qui s'est ainsi créé sur un demi-siècle ; sont percées les rues des Étableries, des Quatre-Chapeaux, Grenouille, de l'Aumône. La trame moyenne des îlots est un carré d'une quarantaine de mètres de côté. Les rues secondaires débouchent alors sur les principales par des porches ménagés sous les maisons riveraines.
Seules restent encore relativement vierges d'urbanisation les rives des cours d'eau. En effet, outre les servitudes de passage qui y sont liées, ces rives sont la propriété légale du seigneur. La bulle d'or définit la propriété exclusive (« investizon ») de tout bâti situé « au rivage des fleuves » comme étant celle du seigneur, comte ou archevêque. Ces rives sont loties au début du XIIIe siècle, moyennant de nombreuses autorisations de bâtir, de règles d'inconstructibilité, voire de démolition des bâtiments jugés gênants.

#### Les limites de la ville

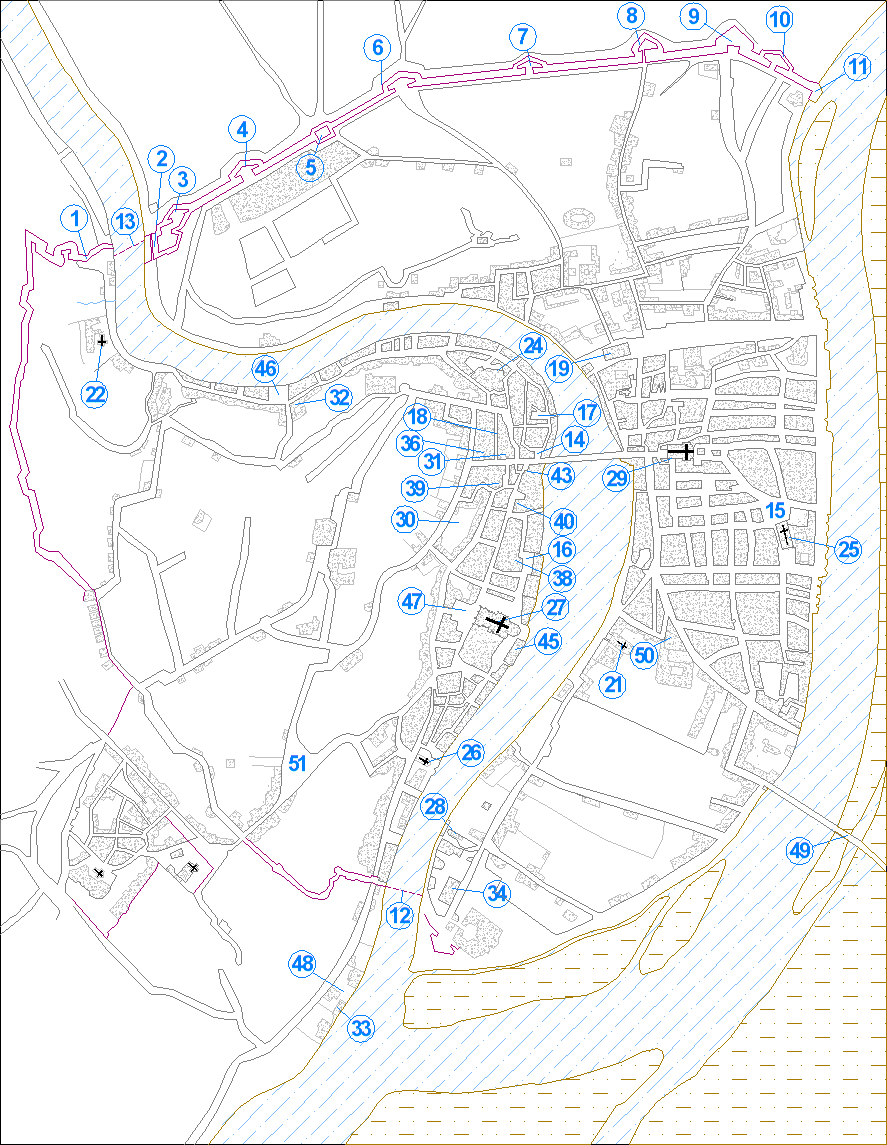
Carte de la ville de Lyon avant 1562 et les guerres de Religion.

La limite de l'extension de l'urbanisation durant le XIIIe siècle est constituée dans un premier temps par les ordres de chevalerie (les Templiers s'installent à l'emplacement actuel du théâtre des Célestins), puis dans un second temps, de manière plus systématique, par les couvents des ordres mendiants qui s'implantent alors à Lyon. Les Jacobins (Dominicains) s'implantent en 1218-1219 montée du Gourguillon, puis vers 1231-1232 dans le quartier qui porte leur nom, dans un couvent d'environ quatre hectares. Les Cordeliers (Franciscains) arrivent en 1220 et occupent un espace d'environ 1,4 hectare à l'emplacement du quartier éponyme actuel. Les implantations suivantes se font nécessairement plus au nord, la place étant déjà prise au sud : les Carmes arrivent en 1291, les Clarisses de la Déserte avant 1296, enfin les Augustins en 1301.
En 1346, alors que la France est en pleine guerre de Cent Ans, un projet de nouvelle enceinte est lancé ; celle-ci aurait mesuré environ 3 500 mètres et, cette fois-ci, serait passée au sommet des collines surplombant la ville d'alors. L'enceinte prévue passait approximativement à l'emplacement de l'actuel boulevard de la Croix-Rousse ; sur la rive droite de la Saône, elle passait par le château de Pierre-Scize, contenait l'actuel cimetière de Loyasse ainsi que le bourg de Trion, et rejoignait la Saône à peu près au même endroit que l'actuelle muraille de Fourvière, au milieu du quai Fulchiron. Cet ouvrage imposant était trop ambitieux pour une cité de cette taille, qui doit renoncer à le construire en totalité faute de financement, notamment à cause de la peste noire qui frappe Lyon en 1351. Seuls 1 600 mètres, c'est-à-dire environ 45 % du projet, sont construits. Au nord, le seul ouvrage réalisé est le fossé de la Croix-Rousse, qui est réutilisé dans la construction des murailles de 1512. Sur la colline de Fourvière, le mur est construit mais, au lieu d'englober le bourg de Trion, il s'appuie sur l'ancienne muraille de celui-ci pour isoler le bourg hors des murailles de la ville. Cette exclusion de Saint-Just et de Saint-Irénée du reste de la ville est très mal vécue par les autorités ecclésiastiques, bien implantées dans ces quartiers, et qui ont en outre financé entre un sixième et un tiers du projet.

### Les franchissements des cours d'eau

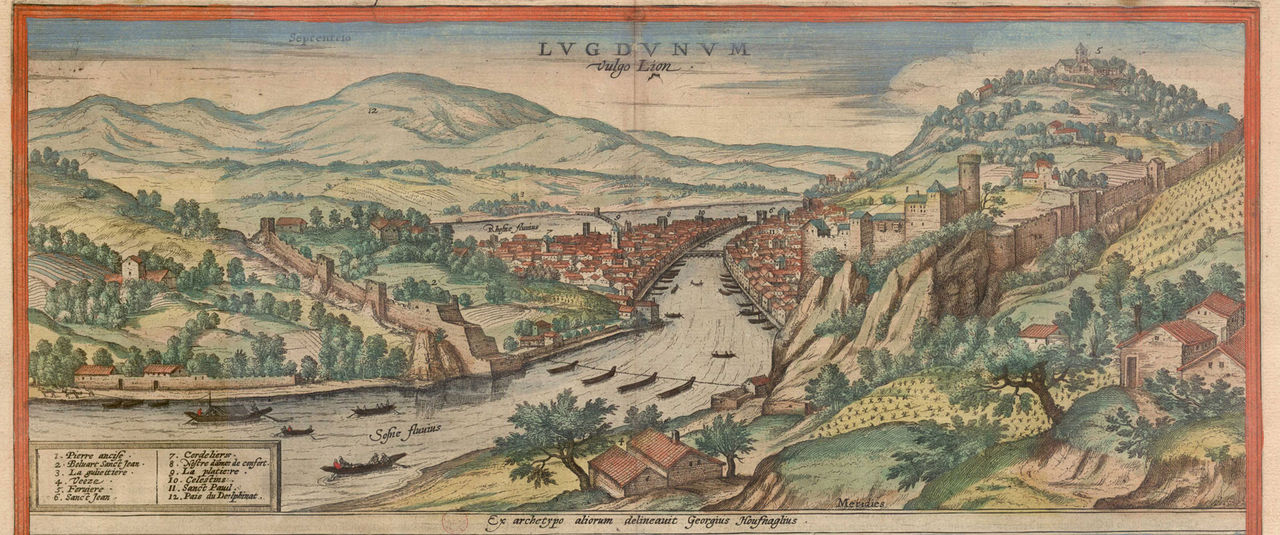
Lyon vers 1620 : les enceintes du pied de la Croix-Rousse (à gauche) et de Fourvière (à droite du Château de Pierre-Scize bien visible au premier plan). Le Vieux Lyon et la presqu’île sont entièrement urbanisés, le reste est rural.

Le Moyen Âge est également l'époque de la construction des ponts. Si la Saône, rivière au régime régulier et relativement paisible, est franchie depuis l'Antiquité sur des passerelles et des ponts — le principal point de passage restant toutefois le pont situé à l'emplacement de l'actuel pont Bonaparte — il n'en est pas de même du franchissement du Rhône : le fleuve, qui possède un régime quasi nival, est sujet à de violentes crues ; les différents ponts de bois construits n'y résistent pas. Par ailleurs, les fluctuations du fleuve entraînent une rapide évolution des rives, qui ne sont pas fixées avant le XVIIIe siècle : des créments se créent en rive droite du Rhône et agrandissent peu à peu la presqu'île, tandis que la rive gauche est érodée et parcourue de lônes. Les deux rives de la Saône, quant à elles, sont des zones de dépôt. Ainsi, au droit de Saint-Nizier, la presqu'île s'élargit de plus de cent mètres.
La mise en place d'un pont de pierre n'est possible que du moment que l'archevêque Pierre de Savoie en confie la réalisation aux cisterciens de l'abbaye d'Hautecombe puis de Chassagne.

## De la Renaissance à la Révolution

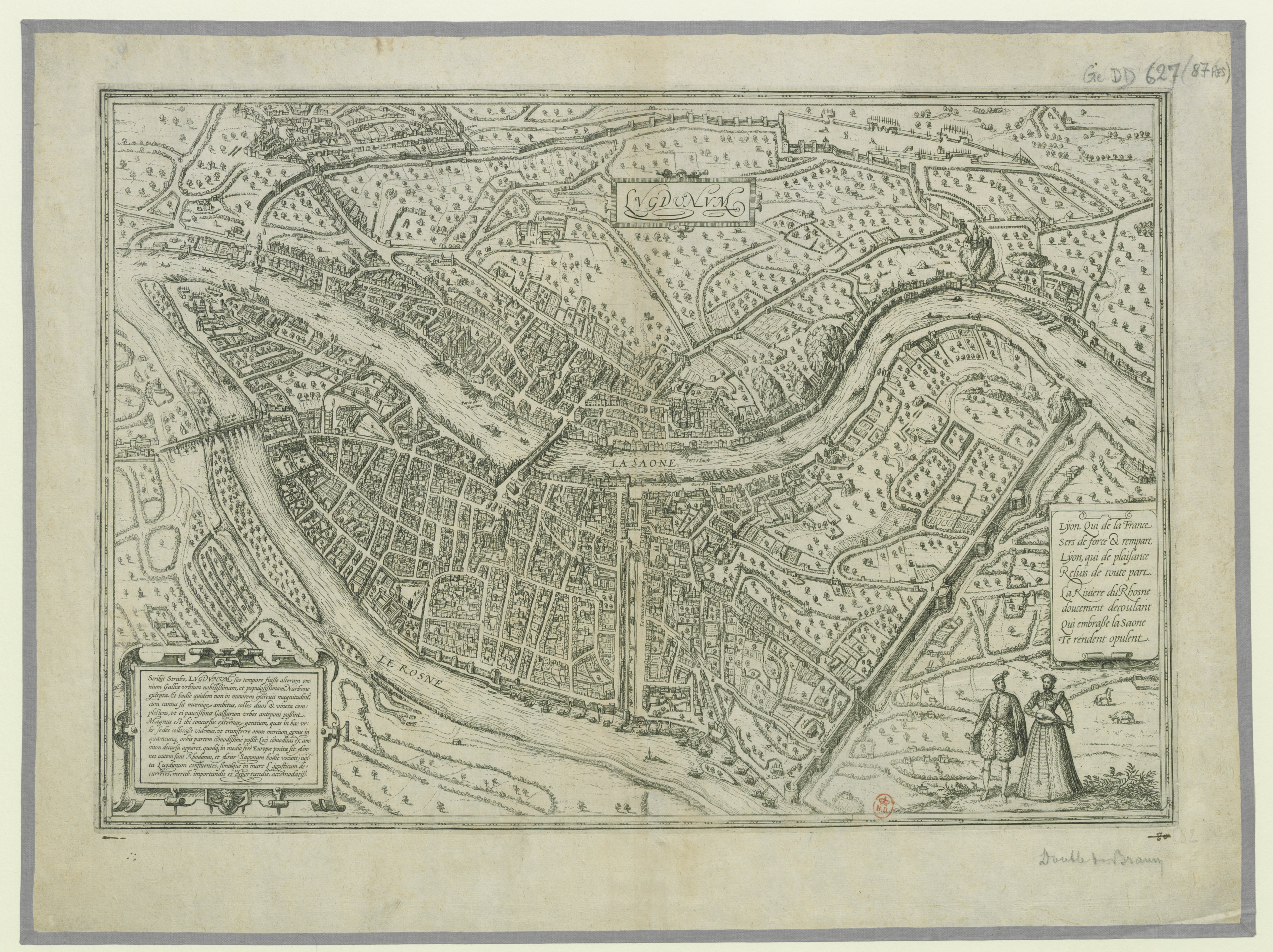
Carte de Lyon en 1572 : si le centre religieux (cathédrale, chapitre) reste dans le Vieux Lyon, le centre de la ville s'est déplacé sur la presqu'île.

### Croissance démographique et spatiale de la ville
Au milieu du XVe siècle, Lyon est une des villes les plus peuplées d'Europe. Elle compte alors trente-six quartiers dont chacun possède une spécialité commerciale. La prospérité économique de la ville, due notamment aux quatre foires annuelles accordées par Louis XI, à l'installation de nombreux banquiers italiens, au développement de l'imprimerie et au lancement de l’industrie de la soie, entraîne un accroissement démographique conséquent.
À partir du creux démographique des années 1430-1440, la population de Lyon progresse régulièrement. Arthur Kleinclausz estime que la ville contient 25 000 habitants au milieu du XVe siècle. La croissance est ensuite forte, pour arriver à environ 35 000 habitants vers 1520 et entre 60 000 et 75 000 au milieu du XVIe siècle,,. Cette augmentation est essentiellement due à l'immigration, issue de la Savoie, du Dauphiné et de la Bourgogne. La ville s'étend surtout vers la Croix-Rousse, à la faveur de la nouvelle muraille construite sous François Ier.
Aux pieds des pentes de Fourvière, la ville enserrée par les cloîtres des chanoines est ouverte de force par le baron des Adrets, qui abat leurs murailles en 1562. Le capitaine protestant ne se contente pas de détruire ce cloître : il abat également les fortifications du château de Saint-Just, et il trace entre les deux quartiers l'actuelle montée du Chemin-Neuf. Sur la presqu'île, plusieurs cimetières de couvents ou d'églises sont transformés en places : celui des Jacobins en 1562 (place des Jacobins), des Cordeliers en 1567 ou de l'église Saint-Nizier en 1593. L'actuelle place Bellecour est un terrain militaire qui est plusieurs fois réaménagé. Aux pieds des pentes de la Croix-Rousse, l'antique fossé des Terreaux est comblé, pour permettre l'extension urbaine sur le bas de la colline. Des transformations ont également lieu dans l'emplacement des activités urbaines. Le principal marché aux bestiaux, situé jusqu'en 1490 rue Juiverie, en plein centre du quartier d'affaires alors en expansion, est écarté vers la place de la Croix-de-Colle. De même, le marché aux porcs est éloigné en 1513 du centre pour être installé dans les fossés de la Lanterne. Ces modifications, et d'autres, traduisent une volonté municipale de repousser les activités polluantes en périphérie, pour permettre au centre-ville de se concentrer sur sa fonction résidentielle et de limiter les causes de maladies.
Il est difficile d'avoir une vue générale de la morphologie des maisons de cette époque, très peu d'entre elles ayant été conservées. En règle générale, elles sont étroites, entre cinq et six mètres, et profondes, jusqu'à une vingtaine de mètres ; elles sont généralement dotées de deux étages. Elle peut être reliée à un second bâtiment à l'arrière, réuni au premier par des galeries à chaque étage, eux-mêmes accessibles par un escalier à vis. À côté de ces demeures du commun, de nombreuses maisons somptueuses sont bâties dès le XVe siècle, comme la maison de la Rose, rue Mercière, possédée par le conseiller Ennemond de Syvrieu puis par Jacques Cœur. Mais c'est au XVIe siècle que les plus grandes demeures ayant des éléments de style Renaissance sont construites.

### Un grand quartier Renaissance aux formes caractéristiques

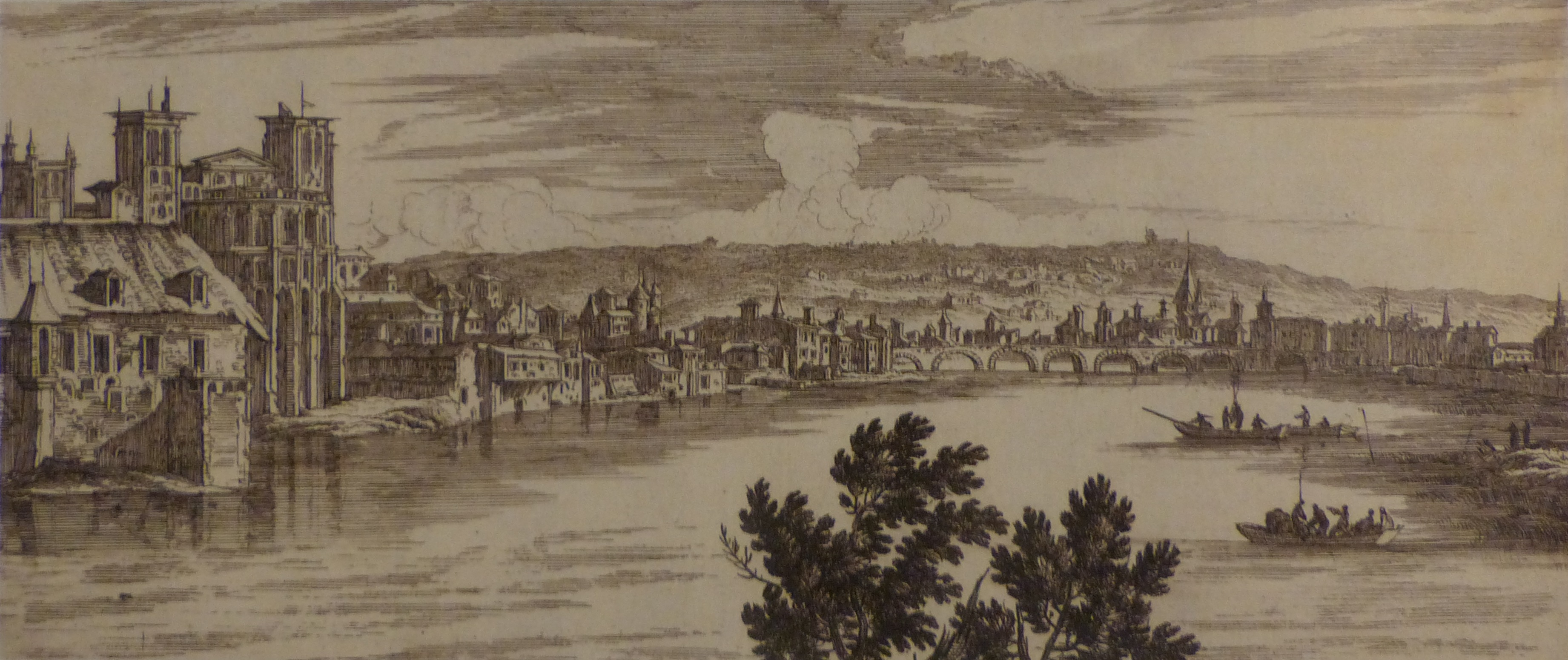
Lyon au XVIIe siècle, gravure de Nicolas Langlois. La servitude de passage a totalement disparu.

Portée par un enrichissement soutenu, la ville se développe et se reconstruit constamment. Sa morphologie générale ne bouge pas beaucoup ; elle ne s'étale pas, elle se densifie. Les jardins se réduisent progressivement, les maisons sont reconstruites sur place avec quelques étages de plus. Mais le sud de la presqu'île tout comme les pentes des collines ne s'urbanisent pas. Le consulat, confronté à la transformation des fonctions et de l'importance socio-économique de leur cité, tente d'adapter un urbanisme encore typiquement médiéval au début de cette période (rues étroites, places publiques peu nombreuses, quartiers homogènes entre eux) à des fonctions nouvelles. Durant les cent cinquante ans de la Renaissance lyonnaise, les élites de la cité parviennent à la faire évoluer largement ; les quartiers s'individualisent et se spécialisent, les places apparaissent, les voies de communication importantes sont aménagées.

#### Morphologie du bâti civil

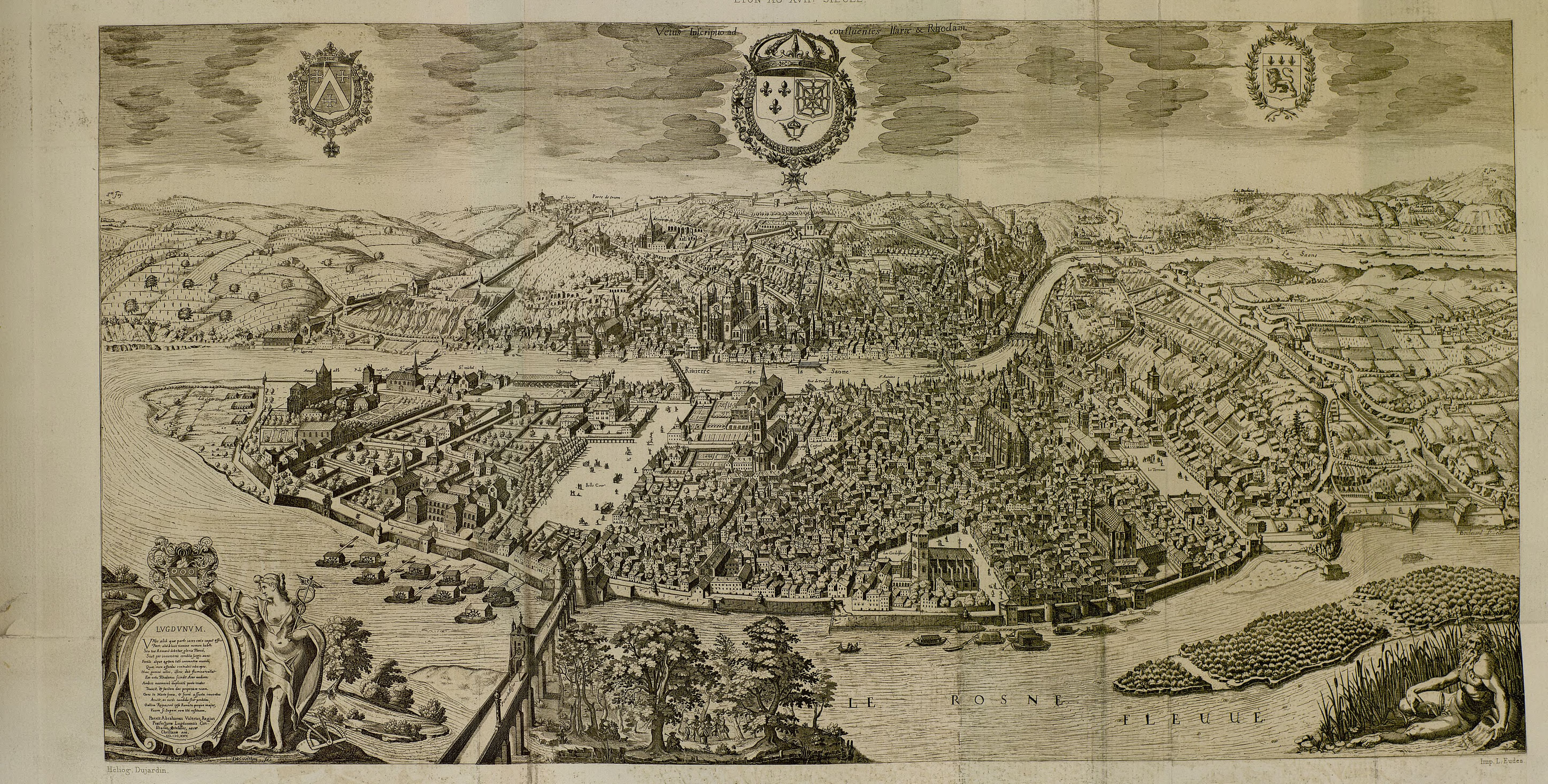
Vue de Lyon depuis l'Est au XVIe siècle.

L'élévation du nombre d'habitants par maison est concomitant à l'essor économique débutant en 1460. La rive droite de la Saône, en particulier, entame un mouvement de destruction des vieilles bâtisses pour reconstruire plus haut et plus riche. Les espaces encore cultivés disparaissent à cette époque, et au cours du XVIe siècle, toutes les habitations susceptibles d'être surélevées, le sont. Jusqu'aux années 1500, les architectures sont d'inspiration gothique, pour évoluer ensuite dans un mélange confus où toutes sortes de styles s'entremêlent. La richesse de la ville permet aux bâtisseurs de renouveler l'art gothique des édifices, sans que le style Renaissance parvienne à s'imposer. C'est de cette densification intense que naissent les traboules, chemins privés devenant par la force des choses voies semi-publiques, mais au statut toujours ambigu, qu'empruntent les piétons forcés par l'étroitesse des voies et leur engorgement de trouver des passages différents.
Une des étonnantes particularités de l'urbanisme lyonnais de cette période est que, malgré l'influence architecturale italienne et le facile approvisionnement en eau, aucune fontaine monumentale n'est bâtie. Les seuls points d'eau disponibles sont des puits. De même, la décoration urbaine est très limitée : peu de statues sont érigées à cette époque, il faut attendre les grands travaux du XVIIe siècle pour voir la création du premier édifice décoratif, une pyramide dressée place des Cordeliers en 1609 en l'honneur du Roi et de la Trinité.

#### Les quartiers de la ville

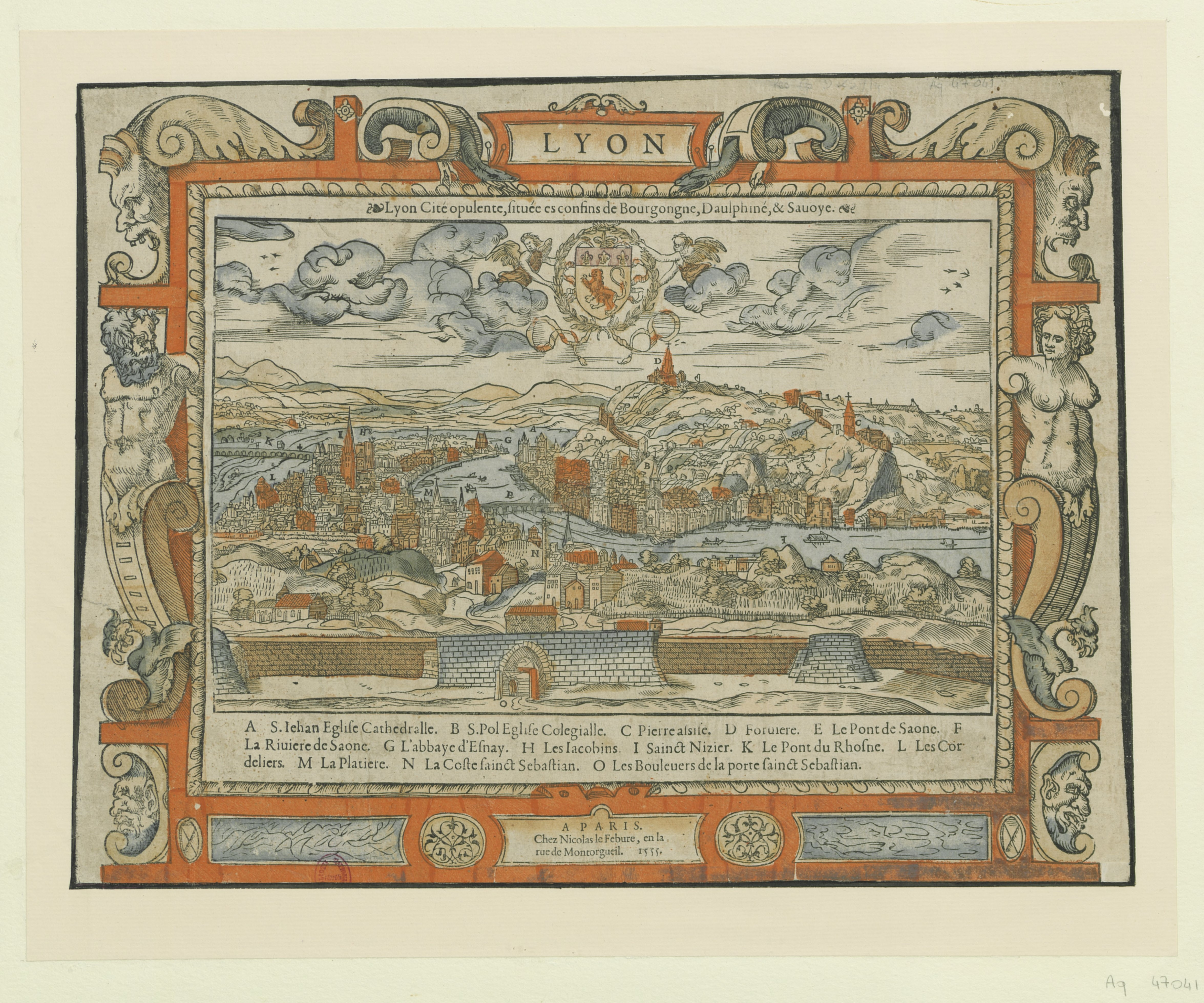
Lyon en 1555 (dessin de Nicolas Le Febvre).

À la fin du XVe siècle, les deux parties les plus densément peuplées sont la rive droite de la Saône et, sur la presqu'île, un centre urbain et bourgeois correspondant à la rue Mercière (via mercatoria) de l'époque, qui courait du pont sur la Saône à celui sur le Rhône, en une longue transversale. Les corporations, métiers et nations étrangères sont fortement regroupées au sein de quartiers ou rues, signe d'une solide organisation du corps social lyonnais.

##### Saint-Georges
Le quartier Saint-Georges est à la Renaissance un quartier pauvre, peuplé d'affaneurs, de pêcheurs, maçons, tisserands et reveyrans (constructeurs de bateaux). Ce quartier, qui n'attire jamais les notables, et toutefois habité par les Bellièvre (Pomponne de Bellièvre et sa famille) et la commanderie de l'ordre de Malte.
À la fin du XVe siècle, l'église Saint-Georges est restaurée. En 1492, l'hôtel de la commanderie de l'ordre de Malte est construit non loin par Humbert de Beauvoir et il en profite pour remettre en état l'église Saint-Georges. Il fait refaire l'extrémité du chœur et embellit l'ensemble du bâtiment. Il fait apposer ses armes dans l'église ainsi que celles de l'ordre.

##### Saint-Jean
Autour du palais de Roanne et de la rue du palais, la population est composée majoritairement de merciers, de pelletiers, apothicaires, notaires, changeurs et docteurs en lois. Ce quartier, avec la montée en puissance du pouvoir royal sur la ville représenté par le gardiateur, repousse les habitants plus pauvres vers le sud. C'est autour du quartier canonial, de la porte Froc au nord, en passant par la rue de la Bombarde, le Gourguillon que l'on retrouve des pauvres gens, affaneurs, pêcheurs, reveyrans. À la Renaissance, lorsque le château de Pierre-Scize est définitivement réquisitionné par le roi de France, l'archevêque Charles de Bourbon décide de reprendre place dans le palais intra-muros,.
Il fait alors lourdement rénover l'édifice pour le mettre au goût du jour, même s'il ne reste que peu de temps sur Lyon. Les travaux sont réalisés autour de 1466. Les modifications les plus importantes sont la réalisation d'un grand corps de bâtiment le long de la Saône, la construction d'une chapelle contre le chevet de la cathédrale et la couverture de la rue des Estrées par une terrasse. De manière plus secondaire, il fait également réaliser une guérite sur la façade face à la rivière et une porte monumentale au nord-ouest, donnant sur la rue de l'archevêché,.

##### Saint-Paul, Pierre-Scize et Bourgneuf

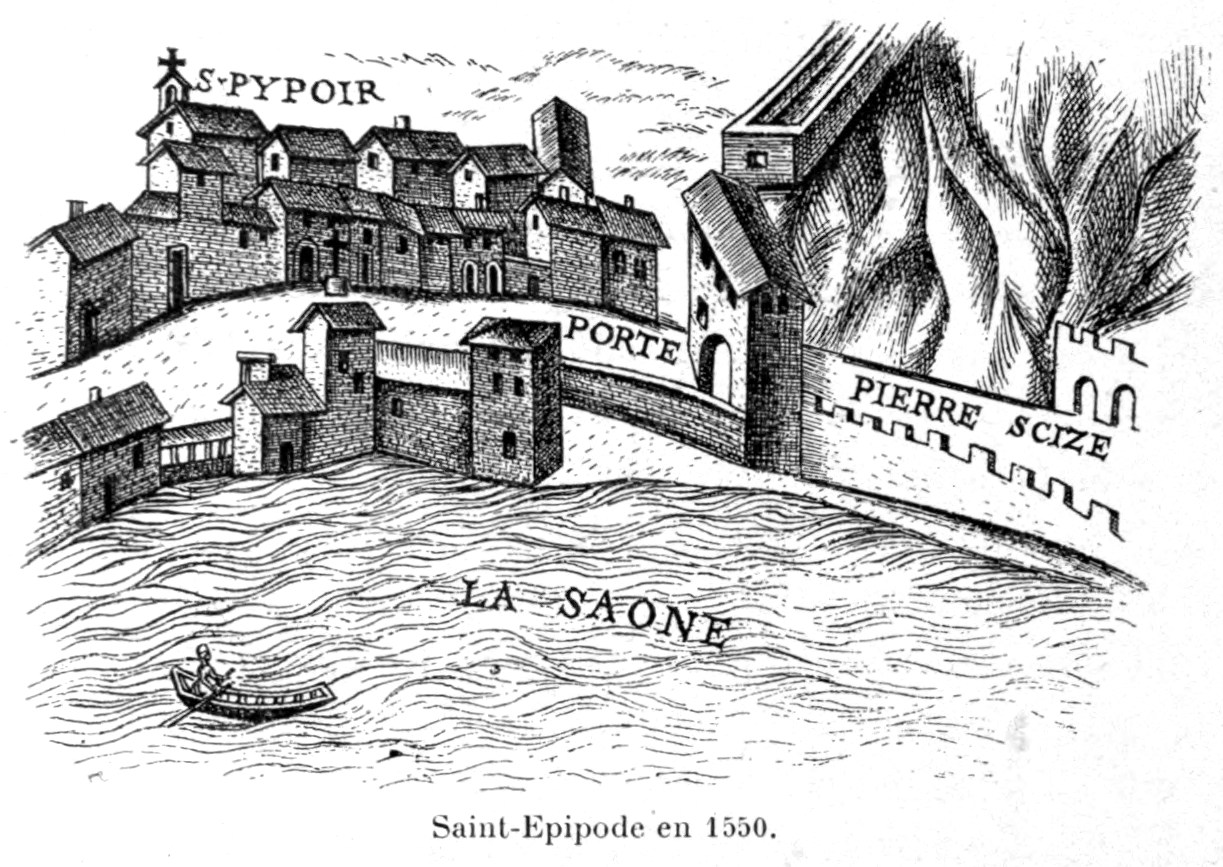
Porte nord de Lyon et église Saint-Épipode (« Pypoir »), en 1550.

Les quartiers de Pierre-Scize et Bourgneuf concentrent de longue date les activités du textile. À la Renaissance, entre Saint-Paul et Saint-Christophe, prospèrent les artisans des armes, des imprimeurs et libraires. Le sud de la place Saint-Paul voit également s'installer un bon nombre de changeurs, orfèvres et marchands d'origine piémontaise, florentine ou espagnole. Ce quartier, qui était encore pauvre au sortir de la guerre de Cent ans, a vu tout au long du XVe siècle la population s'enrichir et évoluer, les activités subalternes disparaissant largement. Entre la rue Juiverie, la place du Change et Notre-Dame du Palais se situe le cœur des activités bancaires lyonnaises, et un centre commercial très actif, dirigé par les Italiens et où logent les commis de toutes les nations européennes.

##### Le plateau de Fourvière

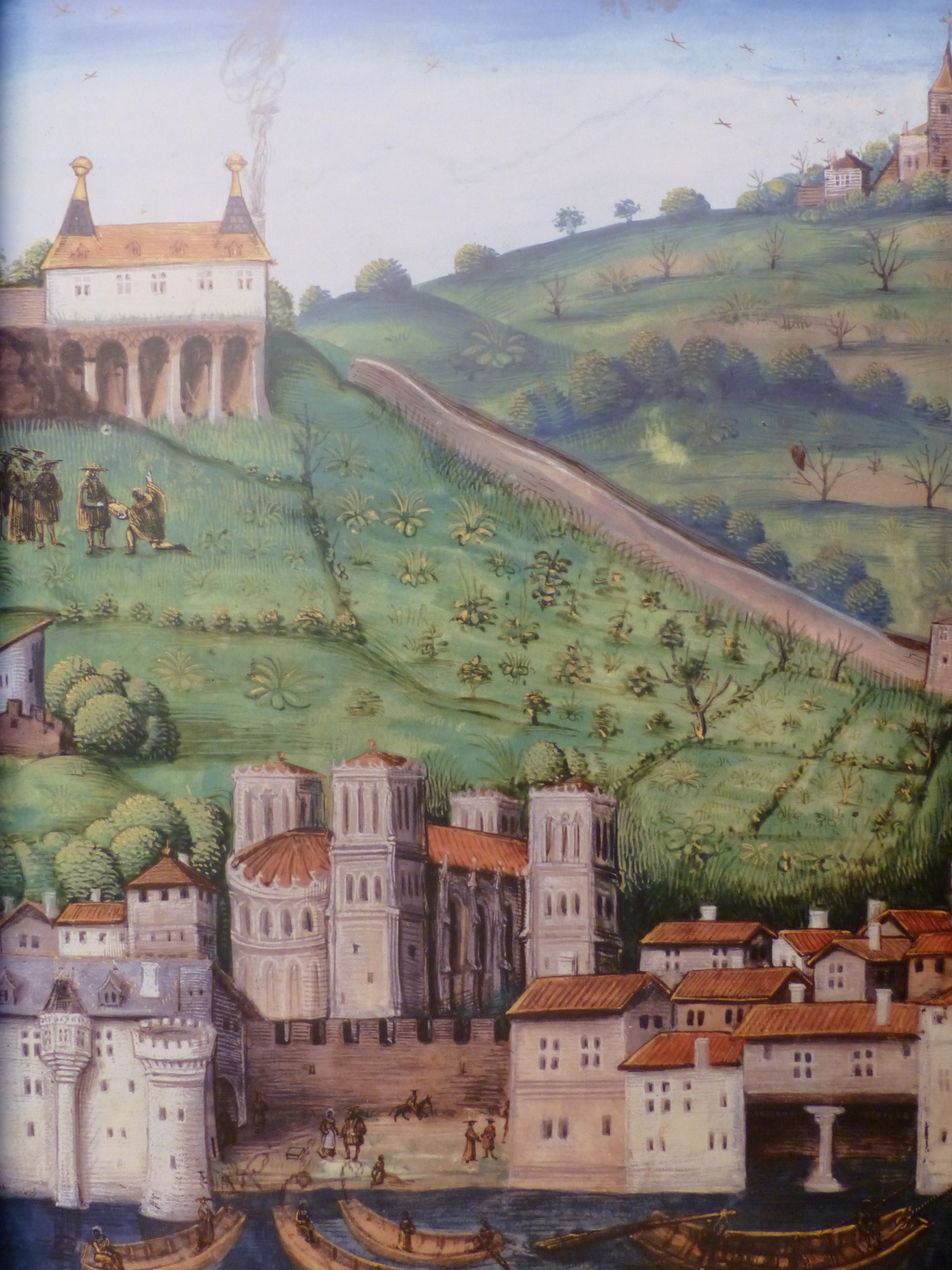
Miniature tirée d'un manuscrit de Pierre Sala, montrant le Vieux Lyon et la colline de Fourvière en 1523.

Le plateau de Fourvière est toujours très peu dense. Les pentes de la colline ne sont loties que le long des rues qui montent au plateau, comme le Gourguillon ou le Chemin-Neuf, créé à cette époque. Les seuls établissements créés à cette époque sur les pentes de la colline sont des demeures d'aristocrates ; la plus connue est celle de Pierre Sala, qui deviendra plus tard l'hôpital de l'Antiquaille.

##### Le nord de la presqu'île: Saint-Nizier

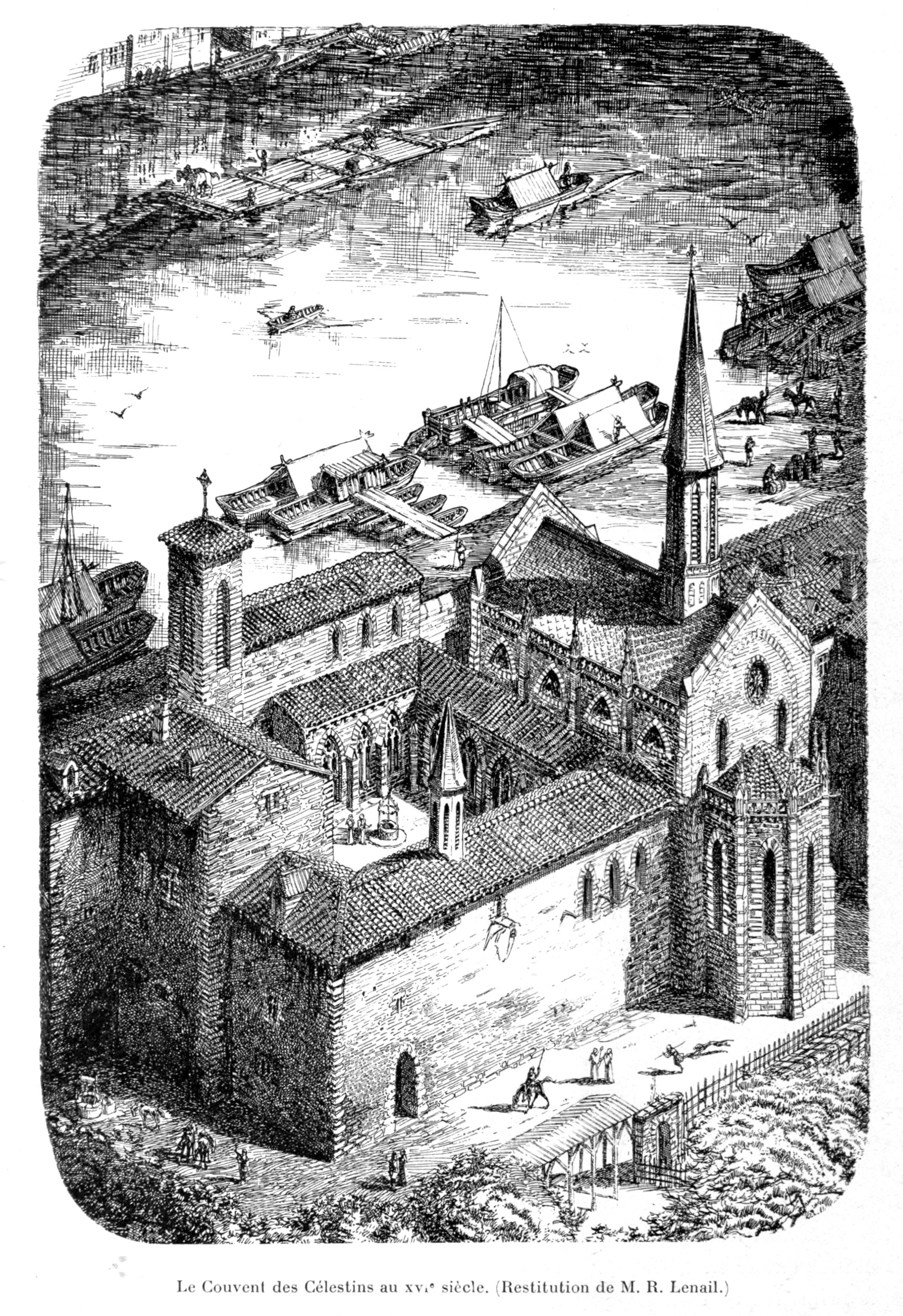
Le couvent des Célestins, reconstitution du XIXe siècle.

Le quartier Saint-Nizier est le centre commerçant du côté impérial de la cité. Face au quartier du Change, ce quartier regroupe essentiellement des personnes aisées. En son centre, l'église Saint-Nizier est achevée fin XVIe siècle. Tout autour de l'église, on retrouve pelletiers, merciers, drapiers, marchands et notaires, entre les rues Vendrant, Longue et Mercière. Les grandes familles bourgeoises y sont, telles les Humbert, Aynard de Varey et Humbert de Villeneuve ; la rue Mercière a elle seule concentre les Le Maistre, Syvrieu et Thomassin. Au passage entre le XVe et le XVIe siècle, elle vit du commerce du drap et des fourrures, des parcheminiers. Plus tard, de nombreux imprimeurs s'y installent. Cette bourgeoisie s’agglomère à la noblesse, par l'achat de seigneurie ou le service du roi. On y trouve également des Milanais et des Allemands.
Ce quartier est limité au nord par la nouvelle muraille, construite à l'initiative de François Ier entre 1545 et 1550 par François de Mandon. Une tour à canons la termine à l'est défendant la ville contre une invasion venant du côté du Rhône. À l'ouest, c'est le fort Saint-Jean qui termine cette muraille. Entre, la clôture est fortifiée de quatre bastions carrés. Cela n'empêche pas la subsistance de la muraille du XIVe siècle jusque vers la fin du XVIe. En 1650, cette muraille, qualifiée de « fossats » est remplacée par des rues et une esplanade (future place des Terreaux). Cette esplanade est utilisée notamment pour les exécutions capitales, en particulier celles de Cinq-Mars et de Thou. Elle est aussi l'emplacement d'un éphémère temple protestant, bâti par le baron des Adrets.
En s'éloignant du cœur du quartier, on rencontre des rues où les artisans et le menu peuple vit mieux qu'ailleurs, profitant des richesses des foires. Ainsi, les rues de la Pêcherie et de l'Erberie, majoritairement habitées de pêcheurs, préparateur et vendeurs de poissons, ne connait plus de pauvres. Mais d'autres zones proches sont elles encore habitées de gens de conditions modestes : en allant vers le Rhône, ou en descendant vers Bellecour.

##### Le sud de la presqu'île: Ainay
Au sud de Bellecour, et surtout à partir d'Ainay, se trouvent surtout des prés, des vergers, puis des marécages et des îles. La presqu'île est sanctuarisée par des couvents qui possèdent de vastes surfaces, destinées à la production agricole. À noter que le pont de pierre sur le Rhône, long de 270 mètres, est achevé au début du XVIe siècle. Il vient remplacer les nombreux ponts de bois construits au Moyen Âge pour passer sur la rive gauche du fleuve.
Paradoxalement, la construction des ponts, que ce soit sur le Rhône ou sur la Saône, constitue la première étape d'un long processus de désaffection des Lyonnais envers les cours d'eau. En effet, les ponts facilitant le transport d'une rive à l'autre, les bacs à traille et les modères (petites barques utilisées pour le transport de personnes) sont abandonnés ; par conséquent, les porches bateliers étant inutilisés, les grèves perdent leur fonction de lieu de passage.

##### Les pentes saint-Vincent
Les pentes de l'actuelle Croix-Rousse, peu peuplées, se densifient à cette période, tout comme la rive gauche du Rhône.

### Les grands travaux de l'absolutisme

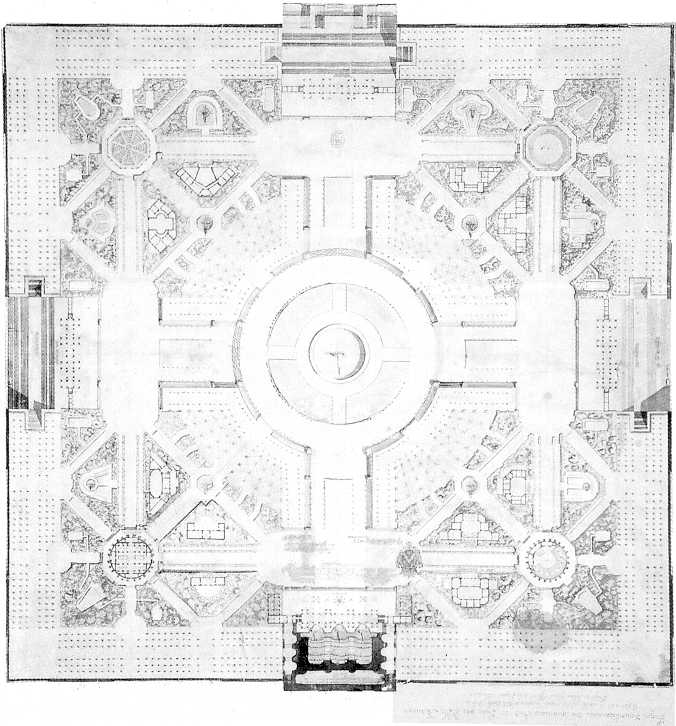
Jules Hardouin-Mansart, Projet pour la construction d'un quartier administratif, à Lyon, à l'emplacement de la place Bellecour, dédié au marquis de Villeroy, gouverneur du Lyonnais (16 septembre 1677).

Dans Lyon dans son lustre, Samuel Chappuzeau estime que la ville de Lyon, « si elle ne le veut pas disputer à un Londres ou à un Paris, […] à prendre la hauteur de ses bâtiments qui sont la plupart exhaussés jusqu'à six étages, il y aurait trois Constantinoples ou trois Caires l'un sur l'autre »,. La ville de Lyon, même compte tenu des exagérations d'un auteur dithyrambique, est déjà à cette époque une grande ville.
Durant l'absolutisme, les premières grandes opérations d'aménagement urbain sont menées à Lyon. Les premières ne sont d'ailleurs pas le fait du pouvoir royal, mais lancées à l’initiative des communautés religieuses. Deux ponts sont construits sur la Saône vers 1635. L'initiative en revient à l'ingénieur parisien Christophe Marie, entrepreneur général des ponts de France, qui est en train de terminer à cette date le Pont Neuf. Le 7 septembre 1634, il passe un marché avec le consulat afin de construire un pont de bois reliant l'archevêché au sud de la presqu'île (à l'emplacement de l'actuel pont Bonaparte) ; le chantier doit durer moins d'un an, puis le pont sera soumis à concession pour trente ans, avec une libre fixation du tarif de passage par le gestionnaire. En réalité, l'exécution prend du retard : un acte du 5 janvier 1637 témoigne du quasi-achèvement de l'ouvrage, que ne peuvent cependant pas encore emprunter les carrosses et charrettes. Ce pont, à la mode de l'époque, est commerçant, et supporte trente-deux boutiques situées sur les deux côtés du pont. Fort de ce premier succès, Christophe Marie propose le 3 mars 1637 la construction d'un autre franchissement de la Saône, reliant les faubourgs industrieux de Saint-Paul et de Saint-Vincent ; le contrat est signé le 8 mai ; néanmoins, ce second chantier est mal accepté par la population, surtout des bateleurs dont les barques servent au passage de la rivière, et qui craignent d'être ruinés par la construction du pont ; de nombreuses dégradations et même des agressions d'ouvriers ont lieu. L’achèvement de ce second ouvrage n'a ainsi lieu qu'en 1641.
La place des Terreaux, bien qu'encore non aménagée, est déjà tracée ; elle justifie l'aménagement d'un nouveau pont (la future Passerelle Saint-Vincent). Plus au Sud, Henri IV aménage une promenade plantée de trois cents arbres, ainsi qu'un pont la desservant : en 1708, cette promenade est aménagée par son petit-fils Louis XIV, et prend le nom de place Louis-le-Grand : c'est l'actuelle place Bellecour.
Les diverses places aménagées (Jacobins et Cordeliers notamment) le sont sur les seuls espaces qui demeurent disponibles en centre-ville, c'est-à-dire les cimetières. En revanche, les rues ne suivent pas de plan préconçu : elles sont soit parallèles soit perpendiculaires aux deux rivières. Une certaine orthogonalité spontanée se dégage, mais les rues transversales n'aboutissent que rarement directement sur les quais. Près de l'abbaye d'Ainay, de grands travaux de drainage et d'endiguement sont menés, qui rattachent l'île méridionale à la presqu'île. Les opérations royales se font plus nombreuses au XVIIIe siècle, avec la participation d'urbanistes réputés : Cotte, Soufflot, Perrache et Morand. Un premier projet d'aménagement du Sud de la Presqu'île, très monumental, est proposé à la fin du XVIIe siècle par Jules Hardouin-Mansart, comprenant une cité administrative et un parc inspiré de celui de Versailles. Enfin, tout au long de cette période, plusieurs ponts sont jetés sur la Saône, qui en comte cinq à la veille de la Révolution. Par contre, le deuxième pont du Rhône n'est lancé qu'en 1774.
C'est sous l'absolutisme que la généralisation de la numérotation des maisons se fait. Après une première tentative au XVIe siècle, l'ordonnance royale de 1768 en prescrit la généralisation à des fins militaires (logement des troupes en déplacement).

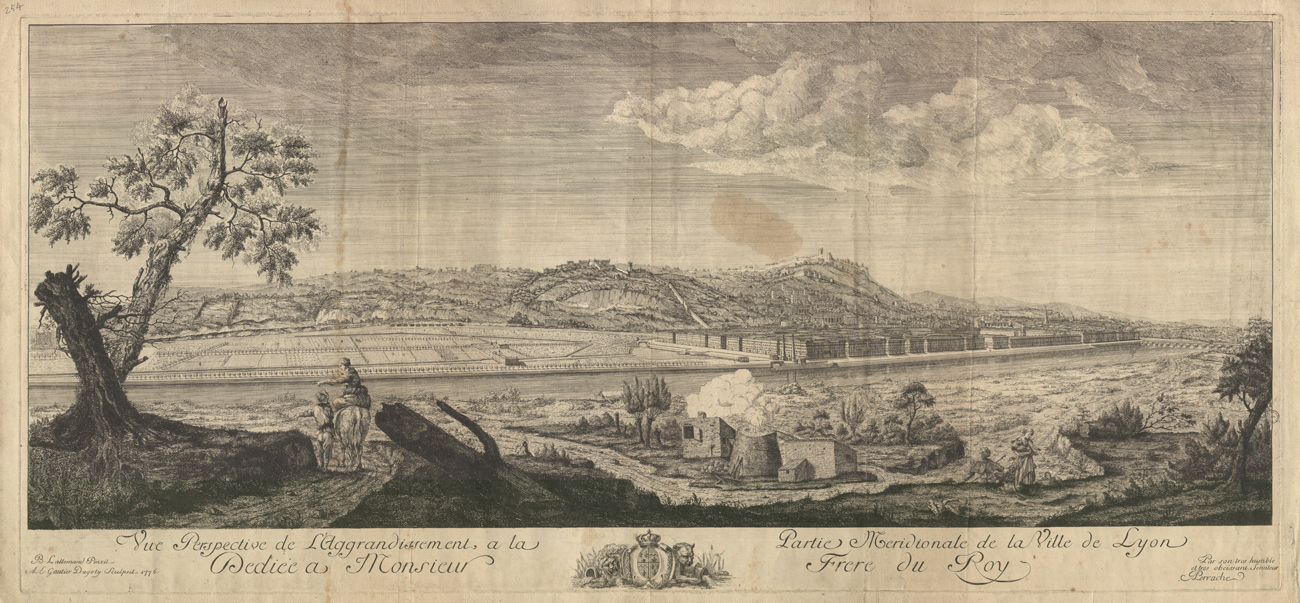
Vue en perspective du projet de viabilisation imaginé et entrepris par Antoine Michel Perrache.

Le dernier grand projet de l'Ancien Régime est le plus ambitieux. Il s'agit de détruire les murailles de l'abbaye d'Ainay et de lancer des grands travaux qui rendent les marais et îlots du sud de la Presqu'île praticables et prêts à l'urbanisation. Par ailleurs, les terres viables ainsi créées doivent permettre une amélioration de la route allant vers le Languedoc, et autoriser l'implantation de nombreux moulins hydrauliques sur les rives endiguées. Les travaux, encadrés par Antoine Michel Perrache et Guillaume Marie Delorme, et financés par la Compagnie des Intéressés aux Travaux du Midi à Lyon, commencent en 1771. Mais des erreurs de calcul entachant le progrès ainsi que l'hostilité de propriétaires craignant de voir la valeur foncière baisser avec cette nouvelle offre font obstacle aux travaux. Seule la digue supportant la route, ainsi que le pont de la Mulatière, sont réalisés. Face à ces difficultés, un des projets envisagés est de faire de cet espace un lieu réservé aux protestants ou aux Juifs. À la mort de Perrache, en 1779, les travaux sont délaissés, la compagnie faisant face à plus de deux millions de livres de dettes. Le roi rachète la dette en devenant propriétaire des terrains en 1784, mais la Révolution porte le coup de grâce aux travaux.

### Les premiers plans topographiques de Lyon

Plan du centre de Lyon en 1745.

La cartographie de Lyon, encore très parcellaire et timide, commence à la fin du XVIIIe siècle, avec les relevés effectués sous la direction d'André Ferrand (1714-1790).

## Révolution et premier dix-neuvième siècle: Lyon en transition

### Les changements opérés sous la Révolution française
À l'orée du nouveau siècle, Lyon sort diminuée de la tourmente révolutionnaire. La ville a perdu au moins 20 000 habitants sous la Révolution, et sa population s'établit à 94 000 habitants au recensement de 1804. Le siège de Lyon a endommagé et brûlé de nombreux quartiers. La plaine des Brotteaux est associée aux massacres de 1793. Sous le Premier Empire, la croissance démographique est forte, pour arriver à 121 000 personnes à Lyon en 1812.
À l'intérieur de ces limites originelles, de larges espaces sont libérés sous la Révolution par la vente des biens du clergé. Ils sont rapidement bâtis dès le début du nouveau siècle. Les ouvriers qui travaillent la soie, devant se doter de nouveaux métiers à tisser très volumineux, migrent des quartiers Saint Jean et Saint Paul pour aller dans de nouveaux immeubles, construits spécialement pour cette activité dans les années 1830 et 1840, sur la Croix-Rousse notamment.

#### Transformations topographiques
Alors que la plupart des vingt-huit quartiers de 1746 portaient des noms de chapelles ou d'églises, la nomenclature de 1797 cherche à s'en débarrasser : les renommages font référence à des éléments géographiques (Rhône et Saône, Midi) ou à des bâtiments ou institutions importantes qui y sont implantés (Monnaie, Bibliothèque, Marché aux Toiles, etc.). En l'an X (1802-1803), ces appellations sont même remplacées par des numérotations jugées plus rationnelles.
De manière plus anecdotique mais aussi plus proche de la vie de tous les habitants, les plaques des rues sont uniformisées et standardisées en fonction de la direction de la voirie par rapport aux deux cours d'eau : celles nommant les rues parallèles aux fleuves sont de forme ovales, celles nommant les rues sécantes (et souvent orthogonales) sont carrées. Le décret impérial de 1805 rend la numérotation des maisons obligatoire à des fins fiscales ; la mise en application lyonnaise date de 1811.

#### Un éphémère projet de capitale impériale

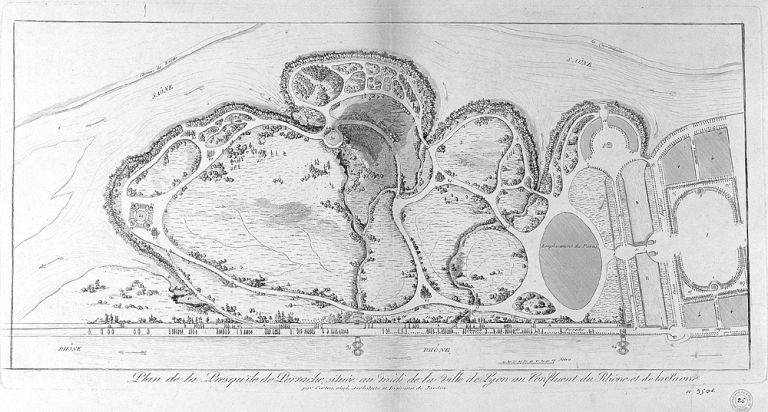
Projet d'aménagement du sud de la presqu'île en parc pouvant accueillir palais et tombeau impériaux, par Curten aîné.

À l'initiative des élites de la ville, qui veulent transformer le sud de la presqu'île, un projet de complétion de l'œuvre de Perrache est envisagé. À cette fin, les initiateurs du projet demandent à l'architecte Curten aîné de réaliser, en 1805, un plan d'aménagement pour un vaste parc d'agrément,. Le devis des divers aménagements paysagers et hydrauliques du projet « à la chinoise » est estimé par M. Curten à 350 000 francs. Les travaux de Perrache sont ainsi peu à peu prolongés, et la Ville rachète les terrains en 1806.
Napoléon Ier projette à cette époque d'établir quatre sièges impériaux répartis sur le territoire. Il choisit Lyon à la suite de l'insistance de plusieurs notables de la ville qui lui proposent de lui offrir un vaste terrain sur la confluence pour qu'il le réalise. Cette générosité s'explique bien sûr par les avantages attendus de l'installation d'un tel édifice dans la cité, mais également par l'importance des travaux de nivellement et de sécurisation du site, trop considérables pour être réalisés par les élites locales sans soutien parisien.
Napoléon nomme pour cet édifice l'architecte Pierre-François-Léonard Fontaine qui prépare deux propositions, une sur le site de la confluence et l'autre à Sainte-Foy-lès-Lyon. Napoléon choisit celui de la confluence mais en demande une version plus simple que ce que l'architecte avait initialement prévu. Nous avons une description de ce projet fourni par l'intendant Pierre Daru. Les travaux commencent en 1810 et se poursuivent jusqu'en 1813, puis cessent à cause de la guerre. La municipalité conserve l'allée et la place réalisées, qu'elle réintègrent à un plan de 1782. Le plan de Fontaine prévoyait la voie actuellement nommée rue Victor-Hugo, qui sera réalisée entre 1817 et 1841.

### La première moitié duXIXesiècle, une expansion au-delà du Rhône

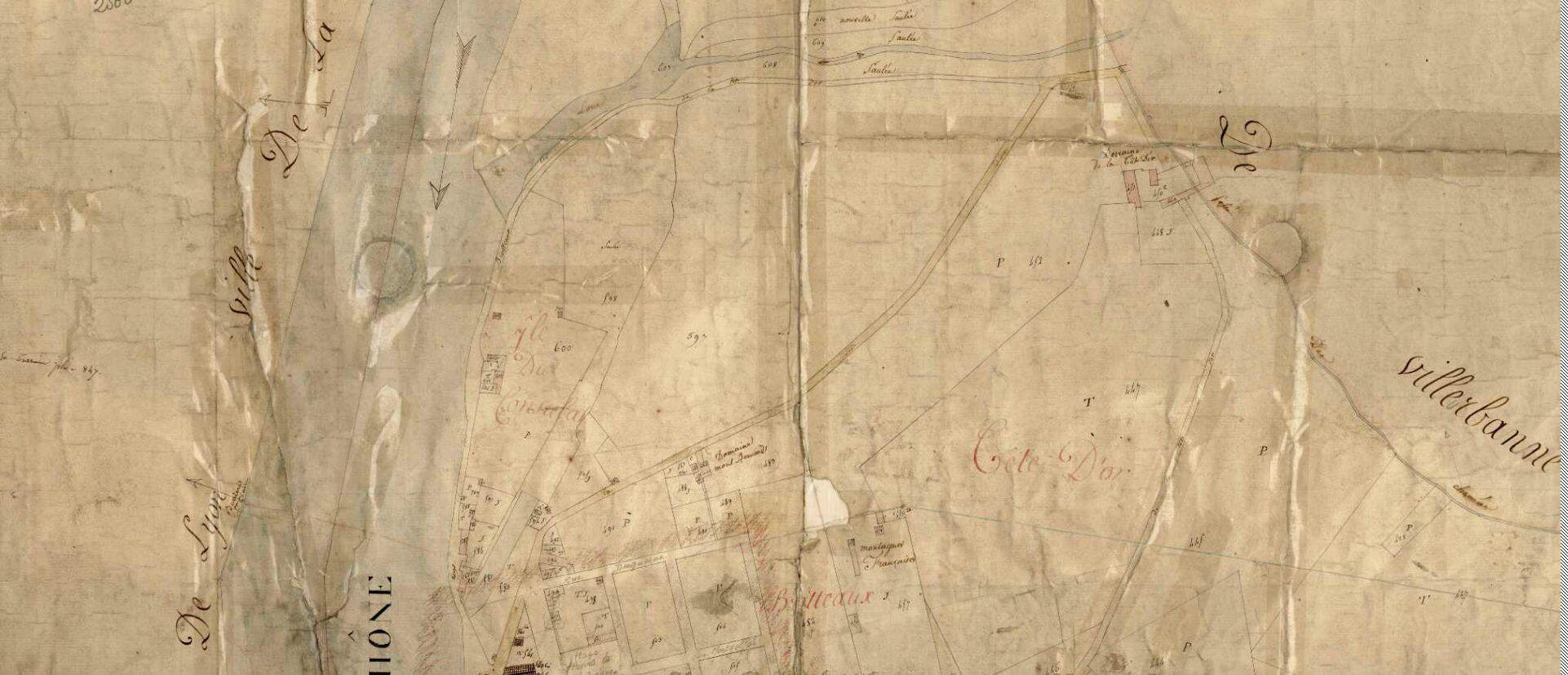
Extrait du Cadastre de Lyon ; quartier de la Guillotière, section A dite « des Brotteaux ». Le Rhône n'a pas encore été endigué (au nord) ni le parc de la Tête d'Or aménagé ; au sud, le quartier des Brotteaux commence tout juste à être urbanisé.

Durant le dix-neuvième siècle, la ville de Lyon se transforme énormément. La principale évolution est démographique : entre 1789 et 1914, la population passe d'environ 150 000 à 460 000 habitants en 1914.
Durant les années 1825 - 1850, l'évolution morphologique majeure de Lyon est le considérable et anarchique développement des faubourgs de la ville, en rive gauche du Rhône, des Brotteaux à la Guillotière. Sur cette zone se déploient une multitude d'industries et s'installe une large population. Cette croissance est accompagnée et vivifiée par l'implantation du chemin de fer, et s'effectue malgré les menaces des inondations. Les faubourgs lyonnais passent de 18 294 habitants à 43 524 entre 1831 et 1851.

#### La représentation systématique de l'espace urbain
La première représentation cadastrale de Lyon date de 1835. Elle couvre, au {\displaystyle \scriptstyle {1}/{2000}}e, 1 024 hectares, ce qui correspond au Vieux Lyon et à la Presqu'île, ainsi qu'à Vaise, Saint-Just, Saint-Irénée et La Guillotière. Les levées sont effectuées sous le contrôle de l'architecte en chef de la ville, Louis Flacheron.

#### Les transports et l'industrie, moteurs de l'aménagement
Un des plus importants changements intervient en 1837, à l'achèvement de la première ligne de chemin de fer du continent européen (la Ligne de Saint-Étienne à Lyon). À cette occasion, la première gare lyonnaise est construite, la gare du Bourbonnais. Le chemin de fer, dans la perspective du projet de Jean de Lacroix-Laval de faire du sud de la Presqu'île un quartier industriel, est particulièrement bienvenu. 283 000 mètres carrés sont cédés à la compagnie ferroviaire. Après la loi du 11 juin 1842, de vives discussions s'engagent sur le lieu dans lequel implanter la gare du Paris-Lyon-Marseille, et c'est Perrache qui finit par être choisi.
Entre 1830 et 1855, huit ponts sont construits sur la Saône, cinq sur le Rhône, mais tous sont payants (cinq centimes par exemple pour le pont Morand), à l'exception du pont médiéval de la Guillotière. Ce n'est qu'en 1860 que les ponts du Rhône sont affranchis, et en 1865 pour ceux de la Saône. Cette construction de ponts va de pair avec un endiguement, particulièrement après les gigantesques crues de 1856. Jusque-là placés sur un même niveau, la ville et le fleuve sont étagés, le bas-port étant désormais surplombé de plusieurs mètres par le quai protégé derrière la digue. Ces travaux ont aussi pour conséquence le regroupement du trafic dans le seul port Édouard-Herriot. La gare d'eau de Vaise est désaffectée. Comme de nombreux autres espaces gagnés sur les terrains instables qui bordent les cours d'eau, elle est rapidement urbanisée.

#### La ville dans ses limites

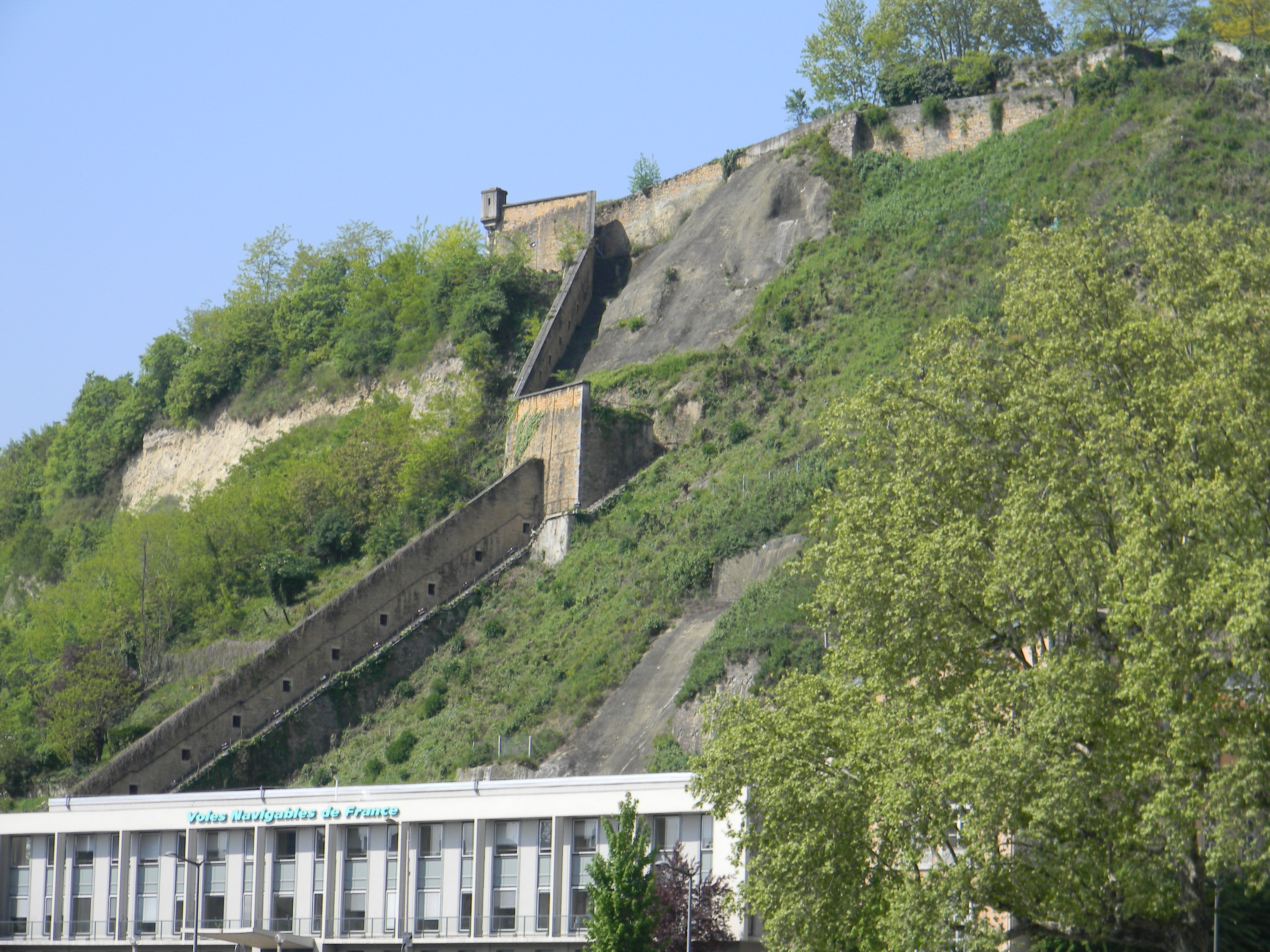
La muraille de Fourvière (entre la Saône et le lycée Saint-Just), partie ouest des fortifications de Lyon.

Une ceinture de fortifications est construite à partir de 1831 et tout au long du XIXe siècle, destinée à défendre la cité contre des attaques étrangères. Cette ambition diffère de celle qui à Paris, pousse à la construction des murailles pour délimiter l'espace de la ville et à percevoir l'octroi ; sa valeur technique et militaire est pourtant très faible dans de nombreux secteurs, où elle n'est constituée que d'un « parapet en terre avec fossé plein d'eau ». En réalité, ce sont surtout les révoltes des canuts qui ont décidé les acteurs politiques et économiques à se soumettre aux demandes des militaires.
Cependant, les servitudes d'inconstructibilité qu'elle impose sont très mal perçues par les Lyonnais, et surtout par les industriels, qui y voient un frein à l'activité économique ainsi qu'une barrière inutile qui fige dans l'espace une métropole qui ne cesse de grandir. En théorie, les deux cent cinquante premiers mètres situés en avant de la muraille représentent la « première zone », censée être non ædificandi ; la seconde, aussi étendue, ne pouvant accueillir que des constructions provisoires ; la troisième, deux fois plus importante, où fossés et levées sont soumis à approbation de l'autorité militaire. Les dérogations à ces règles sont tellement nombreuses sur la rive gauche et à la Croix-Rousse qu'elles deviennent plus courantes que la règle ; sur la rive droite de Saône, seule la première zone est respectée. De même, au droit des forts, une zone vierge de toute construction est prévue du côté de la ville, mais comportant de multiples exceptions. Ces infractions aux principes militaires de rupture empêchent la création comme à Paris d'un corridor non urbanisé entre la ville et ses faubourgs.

#### Des projets d'ampleur limitée
La municipalité, dès l'époque napoléonienne mais également ensuite, est très prudente dans les travaux d'urbanisme à engager pour améliorer la cité.
Elle commence par faire réaliser un plan d'alignement des maisons pour uniformiser les largeurs des rues dans les années 1810 - 1813. Ce plan est effectué sur vingt planches au 1/300e. Ces planches servent alors a une longue étude pour définir quelles maisons il faudrait réduire pour améliorer la situation, qui dure de 1813 à 1821. Une synthèse en trois plans généraux, devant servir pour l'action municipale, est établie en 1826. Les contraintes budgétaires expliquent cette lenteur, et la lenteur de l'application des aménagements prévus. En effet, le conseil municipal décide d'attendre que les habitations gênantes soient trop vétustes pour ordonner leur démolition, et n'avoir alors à acheter qu'une portion de sol.

## Les opérations immobilières et urbaines du Second Empire

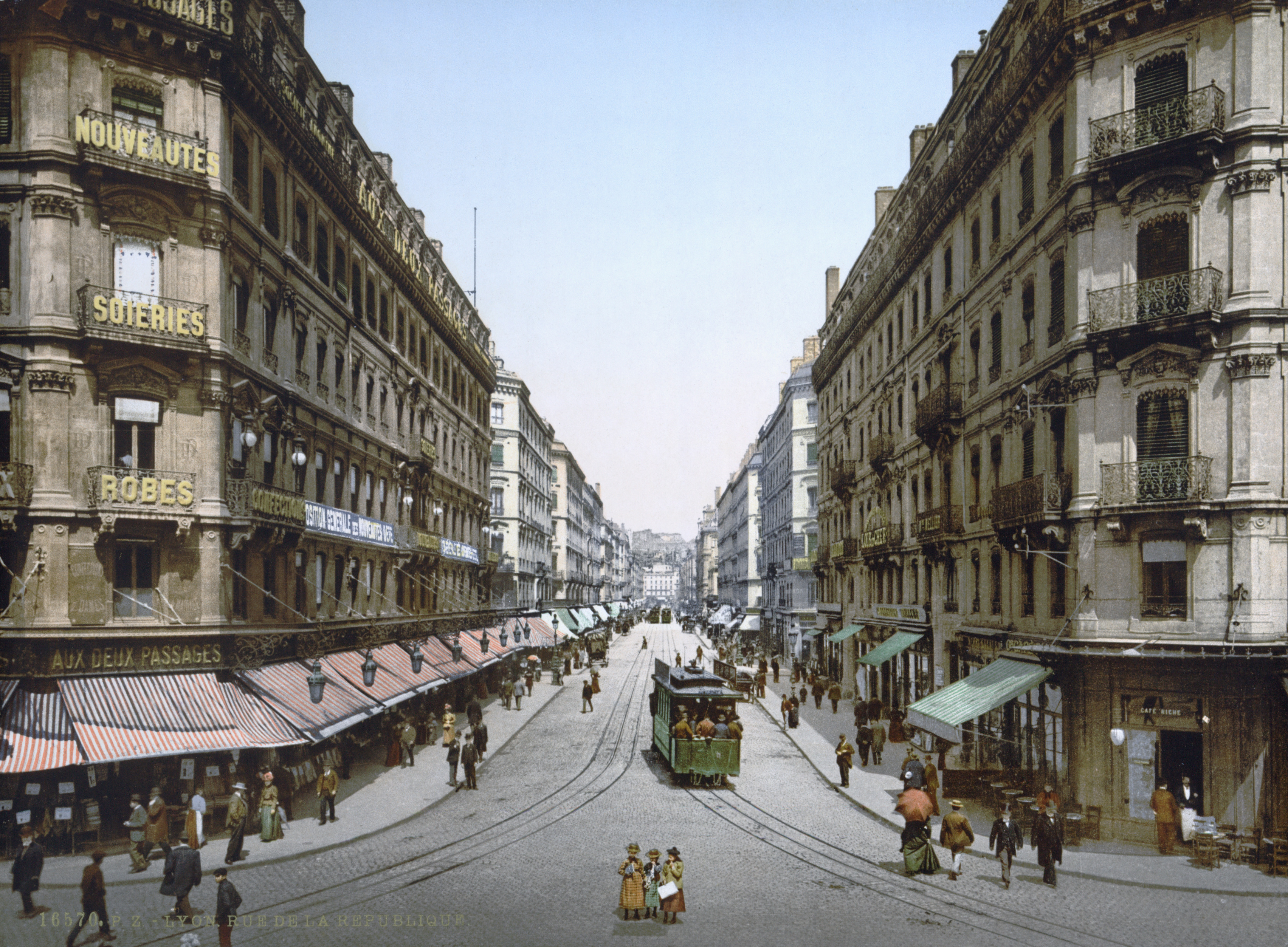
La rue de la République entre 1890 et 1905.

C'est sous le Second Empire que l'essentiel des rénovations urbaines a lieu. Le préfet du Rhône et maire de Lyon Vaïsse entreprend ces amples transformations, à l'instar d'Haussmann à Paris, à la fois pour des raisons de prestige et de sécurité. À la différence des opérations menées à Paris, toutefois, il n'y a pas de véritable rupture entre la politique urbaine menées sous la restauration par Amédée Savoye et Benoit Poncet, d'une part, et celle menée sous le Second Empire par Vaïsse et ses subordonnés d'autre part.
Il s'appuie pour cela sur ses fonctions d'administrateur du département et de maire de Lyon, et sur des hommes : l'ingénieur en chef de la voirie, nommé en 1854, Gustave Bonnet et l'architecte Benoit Poncet, qui réalise la rue Impériale (actuelle rue de la République) dans les années 1850. La Guillotière, La Croix-Rousse et Vaise sont rattachés à Lyon en 1852 ; à cette occasion, la ville de Lyon est découpée en cinq arrondissements (le 3e comprenant alors les actuels 6e, 7e et 8e ; l'actuel 9e étant englobé dans le 5e). La numérotation est conçue comme empêchant des revendications identitaires de quartiers à la mémoire locale forte.
Une autre des caractéristiques de l'urbanisme du Second Empire est l'attention qui est prêtée au noms des rues, qu'elles soient anciennes ou nouvelles. En effet, la triple annexion de mars 1852 a créé des situations d'appellations doubles, voire triple ou quadruples, de voies. L'arrêté préfectoral du 17 février 1855 modifie une centaine de noms pour éviter les confusions. Il vise aussi à regrouper sous un même vocable différentes dénominations situées toutes dans un même alignement. En effet, les préfets du Second Empire visent la clarification de la ville, afin de donner aux instances politiques une lecture facilitée du tissu urbain. Une autre raison invoquée pour le renommage des voies routières est le remplacement de toponymes évoquant la géographie locale par des noms de personnalités marquantes, capables de forger une conscience nationale. Les anciennes dénominations sont décrites comme « insignifiantes », « ridicules » ou « obscènes »,.

### La différenciation des quartiers
La ville s'étendant, la spécialisation sociologique des quartiers s'affirme très nettement. Le deuxième arrondissement, autour de la place Bellecour, devient le quartier privilégié de la noblesse (qui parle d'ailleurs plus volontiers de quartier d'« Ainay », ou de la place « Louis-Le-Grand ») ; les Terreaux et Saint-Clair, puis les Brotteaux, ceux des banquiers, négociants et fabricants ; la rue Mercière, celui des petits commerçants ; Saint-Georges et Saint-Paul, puis la Croix-Rousse à partir de 1820, enfin Vaise et la Guillotière, ceux des ouvriers. Il est d'ailleurs à noter que, loin des conflits entre corps de métier qui agitent l'urbanisme stéphanois durant tout le XIXe siècle, la cohabitation des différentes industries se passe relativement bien à Lyon : il semble acquis pour tous que la Croix-Rousse est acquise aux soyeux, la teinturerie et l'apprêt sont incontestés au quai Saint-Vincent, etc. La seule implantation qui pose ponctuellement problème est celle des abattoirs de Vaise, dont la construction en amont de Lyon fait craindre aux habitants et surtout aux artisans une pollution des eaux. Les industries de Lyon sont en réalité pour la plupart complémentaires et se développement principalement (du moins à leurs débuts avant la révolution industrielle) en fonction de l'industrie textile.
Cependant, si cette géographie vécue est incontestable, ses frontières restent parfois floues, surtout pour les nouveaux quartiers. Ainsi, à la fin du XIXe siècle, les limites de la Croix-Rousse sont parfois assimilées à celles du quatrième arrondissement, mais comprennent parfois également les pentes du premier. De même, la Guillotière n'a pas de véritable frontière septentrionale, et elle englobe ou non les Brotteaux suivant les publications.

#### La Croix-Rousse

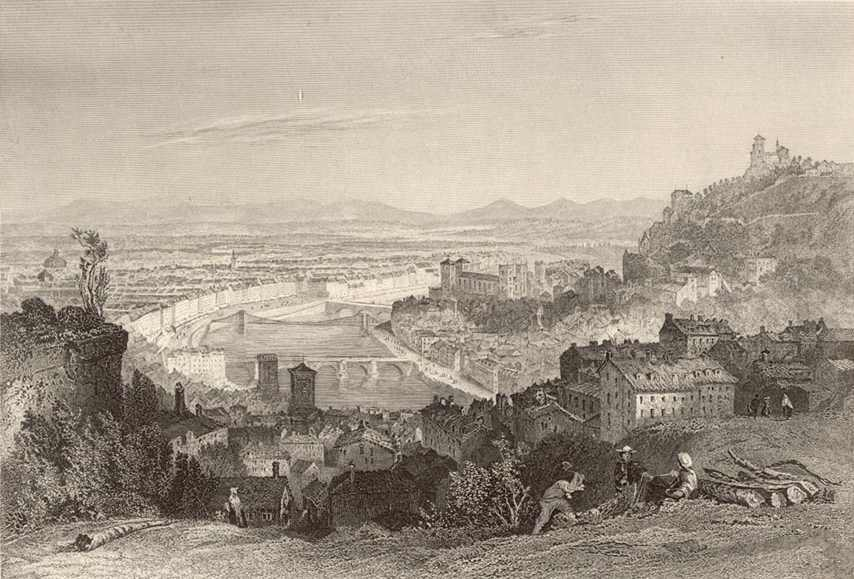
La colline de la Croix-Rousse en 1869.

La Croix-Rousse est fortement aménagée au cours du XIXe siècle. C'est un quartier industrieux, où les canuts implantent leurs ateliers (auparavant, la plupart étaient situés dans le quartier Saint-Georges). La grande hauteur des métiers Jacquard les oblige à construire de nouveaux bâtiments, comprenant un rez-de-chaussée très haut de plafond (environ quatre mètres). Le quartier se construit assez rapidement. De très nombreux couvents, comme celui des bernardines, ont été fermés à la Révolution ; entre 1815 et 1845, ils sont mis à profit par des promoteurs immobiliers qui rentabilisent la surface disponible en tirant des rues rectilignes face à la pente, en créant de très hauts immeubles, tous construits sur le même modèle, dotés d'ateliers en rez-de-chaussée et de logements des familles ouvrières dans les étages, et percés de larges fenêtres pour faire entrer la lumière même au pied des immeubles.
Comme le Vieux Lyon, la Croix-Rousse est percée de très nombreuses traboules, qui ont avant tout un usage fonctionnel, permettant aux habitants d'avoir à leur disposition un cheminement piéton quasi privatif du plateau jusqu'au bas des pentes. L'aspect semi-souterrain de ces passages permet en outre aux canuts de transporter leurs pièces de tissu relativement à l'abri de la pluie.
À cet égard, il est intéressant de noter que La Croix-Rousse était parfois nommée « Mont Sauvage » jusque vers 1855, ou, plus localement, « colline Saint-Sébastien ». L'appellation locale religieuse ou faisant référence à un aspect rural est ici gommée.

#### La presqu'île
L'aménagement de la Presqu'île, entre 1845 et 1880, est une opération urbaine de très grande ampleur, qui renouvelle l'immobilier du centre-ville sans comparaison en France (y compris Paris). L'architecte investisseur Benoit Poncet joue un rôle de premier plan dans cette transformation, dans laquelle les capitaux privés sont comme usuellement très largement majoritaires. La presqu'île est percée de deux larges avenues ; des ponts (dont les péages sont supprimés) sont rénovés, des quais sont surélevés pour que les nouveaux quartiers soient protégés des crues du Rhône et de la Saône.
La partie méridionale de la presqu'île, au-delà du cours Bayard (actuelles voies ferroviaires de la gare de Perrache), est envisagée dans les années 1820 comme une vaste zone industrielle. La commune vend en 1820 des terrains qui y sont situés, précisant que, durant une période de vingt-cinq ans, ne peuvent y être construits que des établissements industriels (suivant les principes de séparation des fonctions urbaines conceptualisé par les saint-simoniens en première moitié du XIXe siècle, puis appliqués par les urbanistes impériaux). Le maire de Lyon, Jean de Lacroix-Laval, écrit en 1827 qu'il veut y créer un « Manchester lyonnais [...], une ville de feu [qui attire non seulement la soierie mécanique, mais aussi] les métaux, verre, mouture des grains, filatures de laine », notamment pour donner du travail aux ouvriers de la soie lors des périodes de faible activité. Rapidement, ce quartier situé au-delà du chemin de fer, est déconsidéré (la zone méridionale est appelée « Derrière les voûtes »).

#### La rive gauche du Rhône

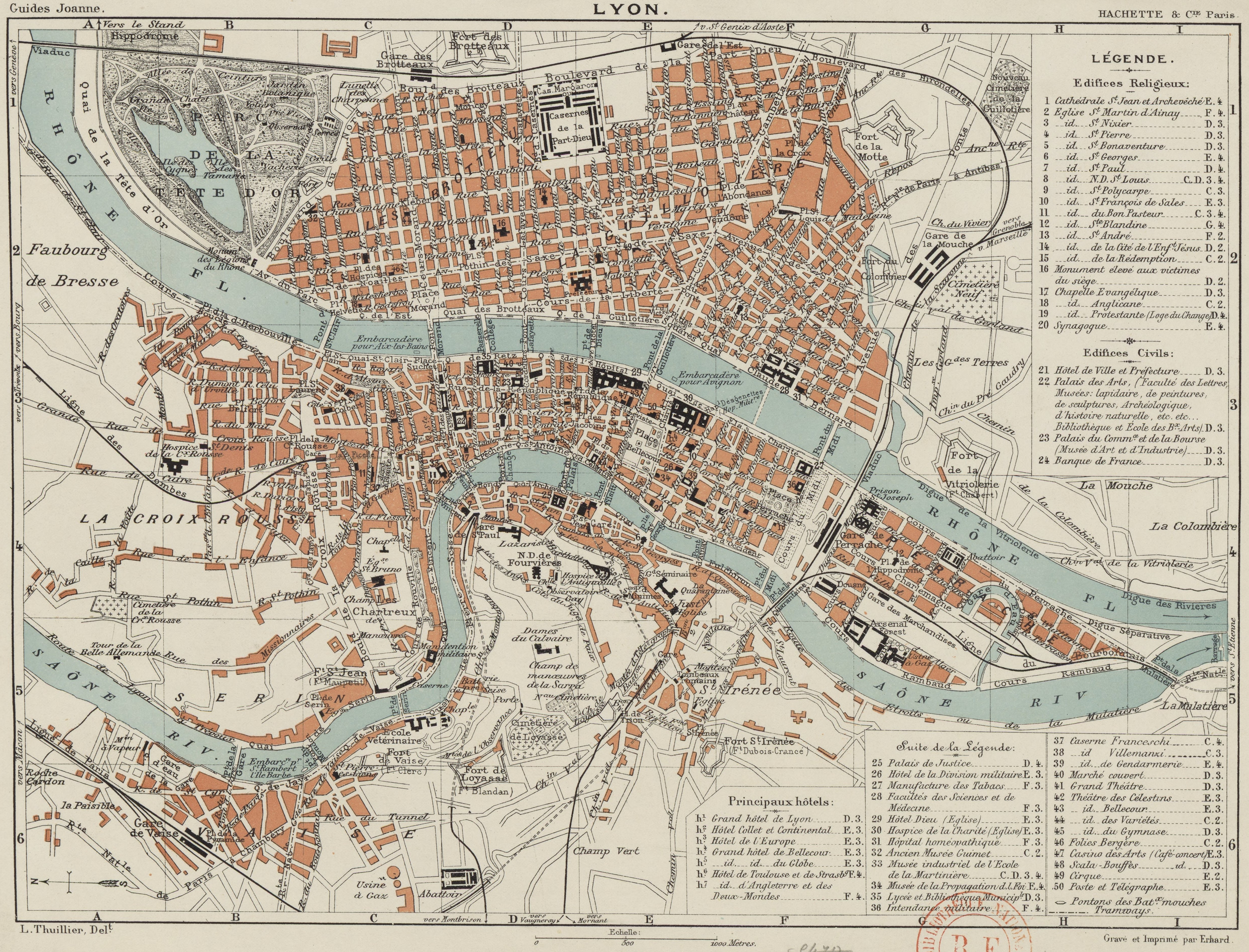
Lyon à la fin du XIXe siècle : l'extension s'est faite sur les pentes de la Croix-Rousse, mais surtout sur la rive gauche du Rhône, quadrillée de rues orthogonales.

L'espace situé sur la rive gauche du Rhône est, jusqu'en 1852, partie prenante du département de l'Isère. Le rattachement de la commune de La Guillotière à Lyon se fait en 1852 (à la même date, La Croix-Rousse et Vaise sont également rattachées à Lyon).
La rive gauche du Rhône est considérablement développée, des immeubles suivant les grandes avenues et de nombreuses maisons bourgeoises grandes et petites (elles ne suivent pas le modèle de l'« hôtel particulier ») viennent se loger entre, dans un peu de verdure. Cette partie de Lyon connaît deux fortes poussées d'urbanisation, en 1853 et 1862. Le parc de la Tête d'or est aménagé et des gares sont établies aux Brotteaux, et à la Guillotière. En revanche, ce vaste espace de la rive gauche est de plan assez banalisé. Les rues construites sont orthogonales et rectilignes mais les culs-de-sac dans les grands ilots existent peu , les quartiers construits comportent peu de repères visuels. En effet, peu de monuments sont construits, à l'exception des églises. Cette monotonie de la ville nouvelle est critiquée dans Vieilles pierres lyonnaises par Emmanuel Vingtrinier, qui y voit une copie de la « ville américaine ». Pareillement, Victor-Eugène Ardouin-Dumazet, dans Voyage en France : la région lyonnaise, évoque des espaces « déserts », d'« interminables files de maison », une « masse confuse de quartiers nés spontanément ». De même encore, Auguste Bleton, écrivant À travers Lyon, s'y plaint de se perdre dans « un pays vague qui n'est pas ni le faubourg, ni la campagne et qui échappe au classement ».

## la Troisième République

### L'explosion démographique
Plus encore qu'à tout autre période, la population de Lyon évolue brutalement dans la deuxième moitié du XIXe siècle. En nombre absolu, la population de la commune, même dans les limites actuelles (Croix-Rousse, Vaise, Guillotière comprises), passe de 240 955 habitants en 1846 à 459 099 en 1901, soit un quasi-doublement en à peine plus d'un demi-siècle. Ce doublement se complète d'une réorganisation spatiale. Au milieu du XIXe siècle, la presqu'île rassemble 58,3 % des habitants de Lyon ; au tournant du siècle, cette proportion passe à 29,7 %. La tendance est inverse pour la rive gauche du Rhône, qui passe de 14,9 à 49,9 %. Le plateau de la Croix-Rousse et la rive droite de la Saône restent relativement stables, progressant en nombre absolu d'habitants mais diminuant en poids relatif.

### Les grandes opérations de renouvellement urbain
Sous le nouveau régime républicain, la municipalité lyonnaise engage de nombreux travaux pour développer la cité. Pour nombre d'entre eux, ils sont la suite de ceux entrepris par le régime précédent. De grands projets naissent cependant sous le mandat d'Antoine Gailleton, et sont poursuivis par ses successeurs.
L'achèvement de la rénovation du centre-ville est accompli avec le projet du quartier Grôlée. L'entreprise, dirigée par les architectes Delamare et Ferrand, ouvre une voie en diagonale entre la rue de la République et le pont Lafayette, créant des bâtiments en triangle, comme dans l'urbanisme haussmanien. L'uniformisation du système de numérotation des maisons n'est décidée définitivement qu'au conseil municipal du 12 novembre 1880.
La municipalité Gailleton procède également à la construction de plusieurs ponts, et surtout des Facultés. Enfin, sur la rive gauche du Rhône, c'est sous sa direction que le palais de la préfecture est bâti. En 1884, une partie des fortifications est déclassée, ce qui permet de construire, entre autres, le boulevard des Belges (alors boulevard du Nord) et le boulevard Montgolfier. La politique de renommage des rues se poursuit, en supprimant de manière quasi systématique les appellations faisant référence au religieux ou à la monarchie, et notamment aux très nombreux noms évoquant la présence antérieure de monastères ou d'églises. Les nouveaux noms font référence à des figures reconnues de la culture nationale, républicaine (Léon Gambetta, Jules Ferry), scientifique (Louis Pasteur), littéraire (Émile Zola, Victor Hugo, Ernest Renan), mais aussi aux figures locales de la culture républicaine (conseillers municipaux, bienfaiteurs de la ville ou des Hospices Civils, érudits des sociétés savantes). D'autres quartiers ne connaissent pas d'évolutions majeures durant ces décennies. Ainsi, Vaise et Perrache sont des zones d'entrepôts et d'industries moyennes. Les Brotteaux, quant à eux, sont à l'époque largement achevés.

### La timide émergence d'une sauvegarde du patrimoine
Cependant, les préfets Vaïsse et Gailleton sont peu regardants sur la qualité du bâti qu'ils démolissent pour laisser place aux immeubles neufs. Ainsi, Vaïsse fait détruire plusieurs centaines de maisons antérieures au XVIIIe siècle ; en 1874, la gare Saint-Paul est construite dans le quartier historique éponyme au prix de destructions de nombreuses maisons Renaissance. L’ordonnance royale du 2 octobre 1844, créant pour Lyon un plan d'alignement, est toujours valable sous Gailleton. Ce dernier envisage de mettre en vigueur ce plan, jusqu'en 1891 : l'ingénieur-voyer du secteur signale officiellement la présence d'immeubles présentant une qualité architecturale remarquable, et donc à préserver.

### De nombreux monuments religieux

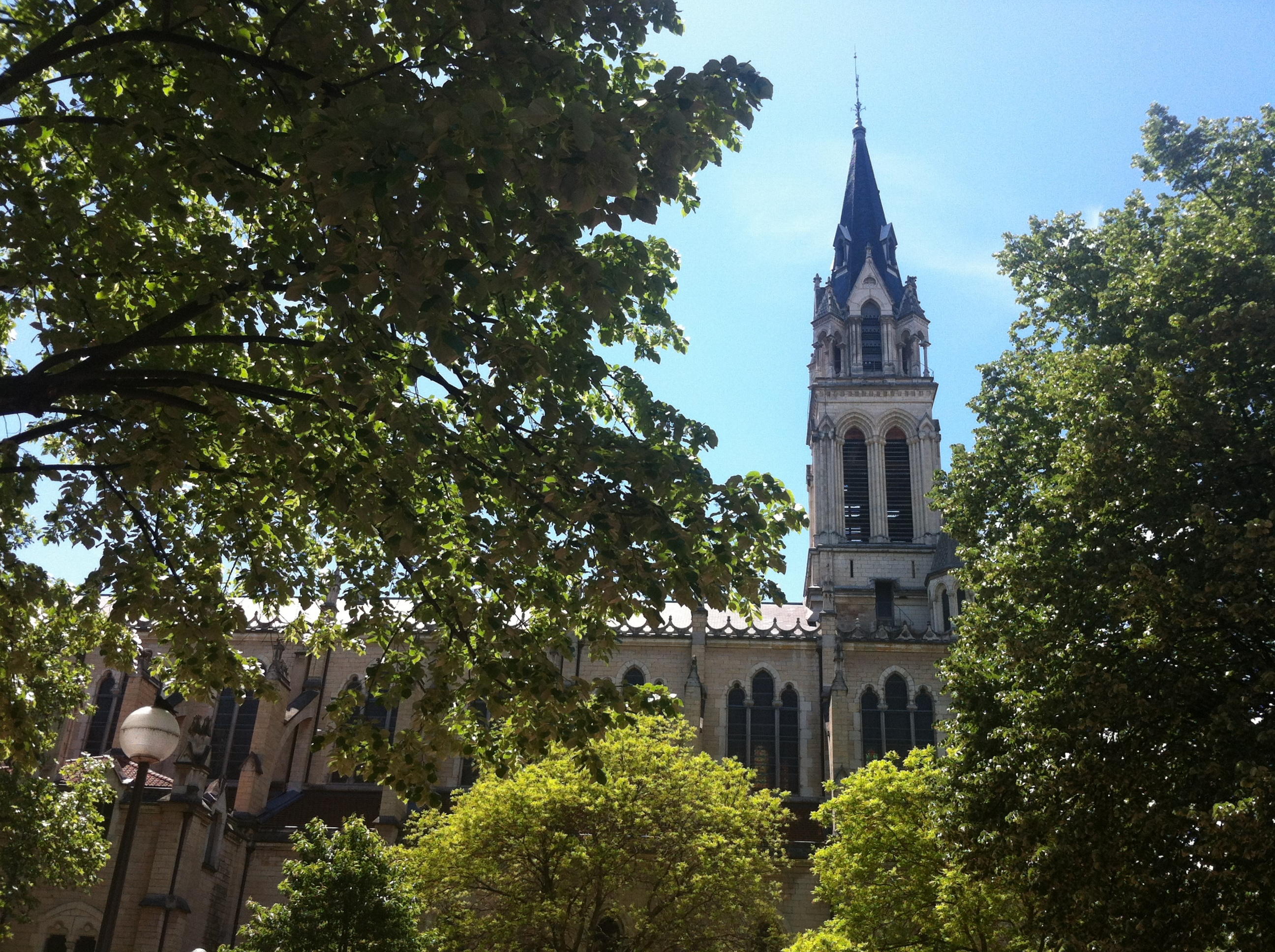
L'église Sainte-Blandine, construite dans les années 1860 par Clair Tisseur ; de nombreux édifices religieux sont construits à la même époque.

La vie paroissiale connaît un fort renouveau. Entre 1840 et 1875, outre les nombreuses églises restaurées, agrandies ou dont le chantier permet l'achèvement, dix-sept nouveaux édifices sont construits, dont une bonne part dans les nouveaux faubourgs comme la rive gauche du Rhône ou la Croix-Rousse. Mgr Bonald, archevêque du diocèse de 1839 à 1870, axe en effet son ministère sur la construction de très nombreuses paroisses destinées à la population urbaine en très forte croissance. C'est notamment l'époque de prédilection des architectes Tony Desjardins (restaurateur de la primatiale, mais aussi architecte des églises Notre-Dame du Point du Jour, Saint-Polycarpe, Saint-Pierre de Vaise, Saint-André, Saint-Bernard) ; Pierre Bossan (qui conçoit l'église de Immaculée-Conception, et surtout la basilique de Fourvière, voir paragraphe ci-dessous) ; puis des disciples de ce dernier, en particulier Clair Tisseur (églises Sainte-Blandine, du Bon-Pasteur) et Louis Sainte-Marie Perrin (finalisation de la basilique, de Saint-Bruno-les-Chartreux, puis d'autres édifices en banlieue lyonnaise).
C'est à la même époque qu'est construite la basilique de Fourvière. Commencé en 1872, l'édifice est achevé pour l'essentiel en 1888. Il est conçu par les catholiques intransigeants comme un monument de combat, destiné à lutter contre le laïcisme de la Troisième République. En réalité, son origine est beaucoup plus ancienne, remontant au vœu des échevins du consulat en 1643, puis au renouvellement de ce vœu lors des épidémies ayant frappé Lyon au XIXe siècle, et lors de la guerre de 1870. Néanmoins, son mode de financement, essentiellement fondé sur une souscription populaire particulièrement couronnée de succès, fait de la basilique un monument possédé par les Lyonnais eux-mêmes,, et non par l'Église institutionnelle (ce qui lui permettra notamment de ne pas être concernée par la loi de 1905).

### Lyon vers 1900

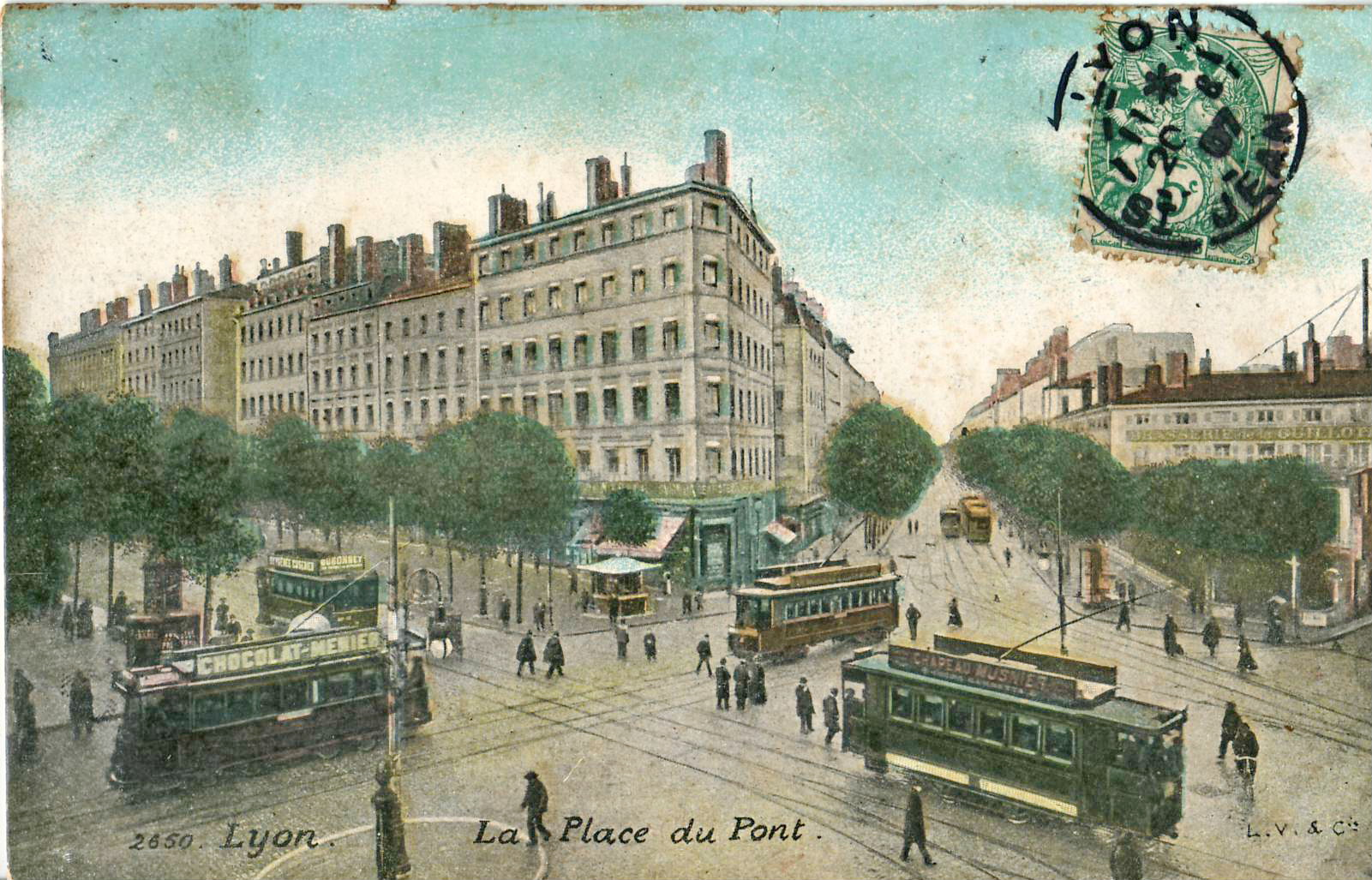
La place du Pont, extrémité orientale du pont de la Guillotière, vers 1907.

Au tournant du siècle, il est courant de désigner Lyon par plusieurs périphrases : « de La Claire à la Quarantaine et de la Motte à Saint Irénée » ou encore « des Brotteaux à la Mulatière, de Vaise à La Guillotière ». Certains auteurs sont très restrictifs dans leur définition de la « ville », comme Joséphin Péladan, pour qui « la presqu'île lyonnaise, qui commence au pied de La Croix-Rousse et finit au confluent, contient la vraie ville ». Auguste Canneva va à peine plus loin : « [Du côté des Brotteaux], la civilisation s'arrête au bout des arbres du Cours Morand ». Victor-Eugène Ardouin-Dumazet est plus inclusionniste, déclarant que l'espace urbain englobe Villeurbanne, Bron, Caluire, Saint-Rambert, Écully, La Mulatière et Oullins. La muraille a alors perdu sa fonction de frontière, puisque la ville s'étend sans qu'on éprouve le besoin de l'abattre partout : les derniers vestiges du mur d'enceinte de la rive gauche ne sont démolis qu'au début du XXe siècle ; quant à ceux situés sur la colline de Fourvière, ils subsistent encore en partie au début du XXIe siècle. L'octroi, quant à lui, est supprimé à Lyon en 1901.
Les moyens de communication sont considérablement développés à cette époque, les véhicules à vapeur passant pleinement au stade industriel. Les gares sont construites plus grandes (Saint-Paul en 1872) ou rénovées (Perrache, Brotteaux). Des funiculaires sont ajoutés au premier construit en 1862 (menant à La Croix-Rousse), l'un en 1878, allant de Saint-Jean à Saint-Just et un autre en 1891 entre Croix-Paquet et Croix-Rousse. Le tramway apparait en 1880, tenu par la Compagnie des omnibus et tramway de Lyon, et s'étend rapidement. La première ligne électrifiée relie Lyon à Oullins en 1884.
C'est à cette époque que la population commence à prendre conscience de la profonde rupture urbaine que constituent les grands axes de transport. Édouard Aynard parle ainsi de « Muraille de la Chine » en évoquant les voies de la gare de Perrache, en 1907 ; mais ce jugement de valeur est avancé par les détracteurs du rail depuis environ cinquante ans. « Derrière les voûtes », l'espace qui correspond à l'actuelle Confluence, est un espace qui est quasiment abandonné du conseil municipal durant des décennies : de 1880 à 1910, le quartier devient le lieu privilégié du déversement des ordures ménagères, puis un stockage pétrolier à partir de 1907. Malgré la puissance de l'interlocuteur (la compagnie Compagnie « PLM ») ainsi que la crainte (exprimée en particulier par la Chambre de commerce) d'entraver le développement économique de Lyon, qui font céder la municipalité face aux exigences ferroviaires, la ville parvient à obtenir des compensations : suppression de passages à niveaux, éclairage et carrelage en céramique des tunnels créés. Cette expérience traumatisante invite les élus de la rive gauche du Rhône à la circonspection, de peur de créer le même type de barrière (car c'est déjà le cas à Vaise) dans leur quartier au niveau de la place Jean-Macé).

### L'ambition d'une cité moderne: 1900-1940

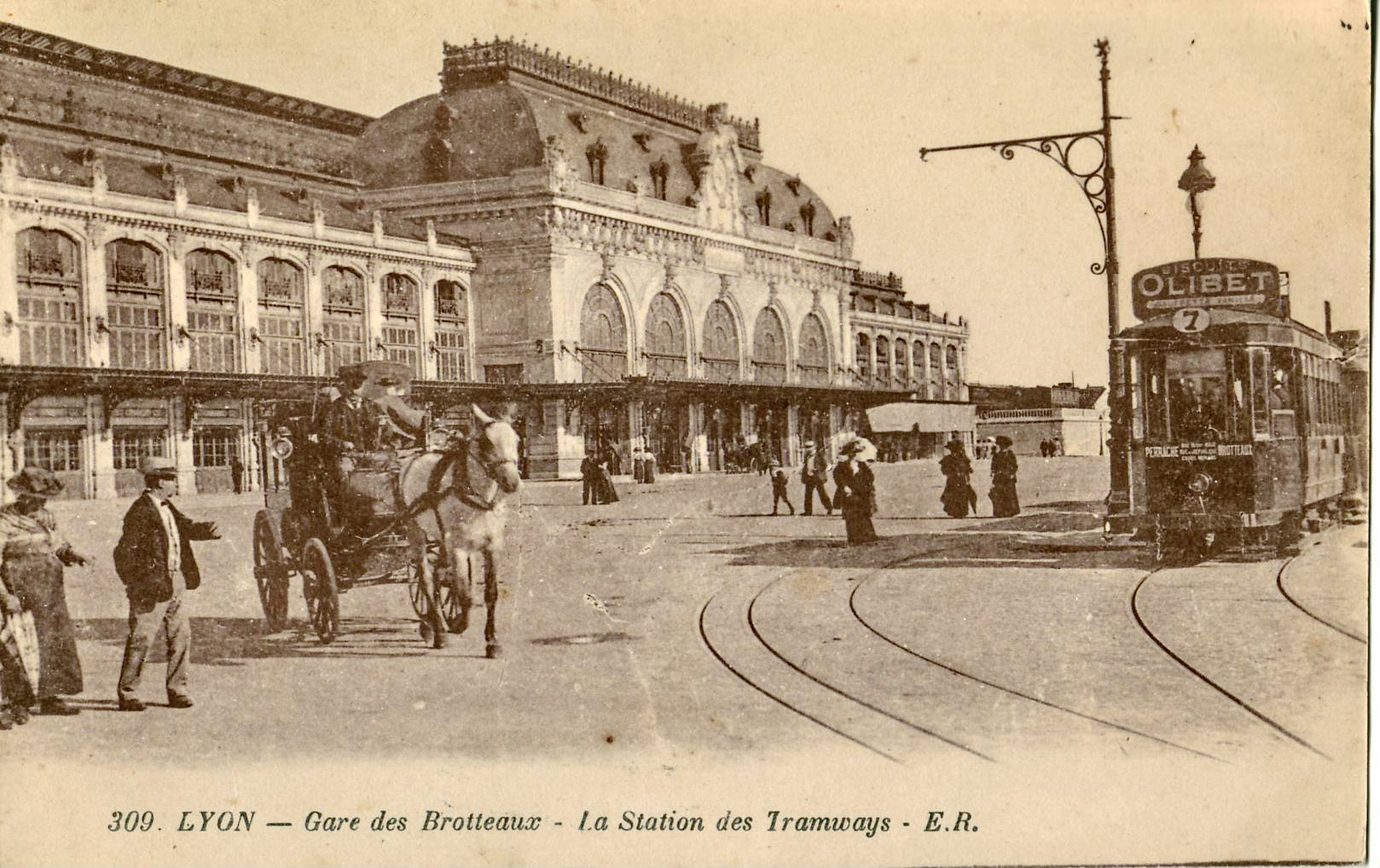
La gare des Brotteaux, symbole de l'urbanisation de l'est lyonnais vers 1900.

À la fin du XIXe et au début du XXe siècle, Lyon est marquée par la figure dominante de l'architecte et urbaniste Tony Garnier. Théoricien, celui-ci imagine Une Cité industrielle (ouvrage publié en 1917, mais déjà partiellement écrit et révélé dès 1904). Il met en pratique ses théories à Lyon, particulièrement sur la rive gauche du Rhône, alors en plein développement : l'hôpital de Grange-Blanche, le stade de Gerland ou encore le quartier des États-Unis sont certaines des réalisations empreintes de ses principes.
Le mandat Herriot est un mandat riche en projets d'urbanisme, dans une ambiance intellectuelle de recherche de rupture avec les pratiques antérieures. Le terme d'« urbanisme » est inscrit dans le langage ordinaire à cette époque et correspond tout à fait à la volonté des acteurs lyonnais de la transformation de la cité : Tony Garnier, Michel Roux-Spitz, Charles Meysson (architecte de la municipalité), C. Chalumeau (ingénieur en chef de la ville). Il s'agit « de créer quelque chose de contemporain et non pas de perfectionner quelque chose d'existant. Mentalité nouvelle, volonté de se situer non seulement dans le présent mais dans l'avenir ». C. Chalumeau commence par prendre en compte les données les plus exactes possibles de l'existant et des besoins, et établit un plan d'extension présenté à l'exposition internationale de 1914, définitivement arrêté après la guerre en 1919. Jusqu'en 1914, les travaux effectués sont les suites des chantiers engagés par Gailleton, quelquefois retouchés. Avant guerre, Herriot poursuit ainsi le quartier des Brotteaux, autour de la nouvelle gare homonyme, quartier encore fortement marqué par l'architecture haussmannienne. Il fait également construire un grand Lycée, à l'origine annexe du lycée Ampère, le lycée du Parc, désormais emblématique du rayonnement intellectuel scientifique de la ville.
Herriot est présent à l'inauguration en 1934 des « Gratte-ciel », le nouveau centre de Villeurbanne urbanisé par Lazare Goujon. Cela concrétise la constitution du dipôle établi par l'activité économique « Lyon-Villeurbanne », et la première association intercommunale par la gestion de l'eau potable (corrélée à l'endiguement du Rhône, au parc de la Tête d'Or du préfet Vaïsse et aux voies du chemin de fer vers l'Est).
L'espace situé au sud du confluent est durablement transformé par les aménagements de la Compagnie nationale du Rhône, premier concessionnaire, qui y construit dans les années 1930 le barrage de Pierre-Bénite : les bras du Rhône (lônes) et les îles de cette section demeurée relativement préservée disparaissent .

### Les projets hygiénistes
Dans les intentions générales voulues par les porteurs du projet de modernisation, une attention particulière est portée à l'hygiène (en 1932, le IIIe congrès international de technique sanitaire et d'hygiène urbaine se tient à Lyon) et aux déplacements. Ainsi, pour répondre à la croissance du flux automobile, et notamment au fait que de nombreuses routes nationales arrivent à la ville, il est décidé de créer une demi-boucle en exploitant la ligne de fortifications déclassées et les bas-ports du Rhône. Quatre ponts sont construits à cette période : le pont de l'Homme de la Roche, le pont Pasteur, le pont Wilson et le pont la Feuillée.
D'autres projets voient le jour, sous l'influence notamment de Tony Garnier, en étroite coordination avec le maire. C'est à cette époque que sont lancés les grands chantiers marquants du mandat Herriot : les abattoirs de la Mouche (début des travaux en 1908), qui comprennent notamment la Grande Halle (aujourd'hui halle Tony-Garnier), l'hôpital de Grange-Blanche (1911) qui devait remplacer le vieil Hôtel-Dieu, et le stade de Gerland (1913). Tous ces chantiers sont terminés dans l'entre-deux-guerres.
Après la Première Guerre mondiale, les projets s'accélèrent. L'hôpital de la Charité est détruit, laissant sa place à la poste centrale et à une place en continuité de la place Bellecour (aujourd'hui place Antonin-Poncet). Le quartier des États-Unis, fortement inspiré de la cité idéale rêvée par Tony Garnier, est construit dans le VIIe arrondissement (cette partie de l'arrondissement deviendra plus tard le VIIIe). Le stade de Gerland est achevé, mais n'accueillera jamais les Jeux olympiques de 1924 qui ont finalement échu à Paris. Après avoir hésité sur l'emplacement, le port fluvial à trois darses est construit sur son emplacement actuel en 1935 : le port Édouard-Herriot.

### Les rénovations urbaines envisagées ou réalisées
D'autres projets avortent. En effet, la ville lance à cette époque un concours par an, concernant à chaque fois un site différent. Peu de ces projets voient réellement le jour. On peut toutefois citer celui de Tony Garnier qui prévoyait de prolonger l'axe Perrache - Victor-Hugo - Bellecour - République - Opéra jusqu'au boulevard de la Croix-Rousse, au prix d'importantes démolitions sur les pentes et d'une reconstruction dans un style moderne. Cette montée monumentale devait déboucher sur un monument aux morts de la Grande Guerre en lieu et place du Gros Caillou, qui aurait été visible depuis la rive gauche, pendant laïc à Fourvière. La démolition de l'Hôtel-Dieu fut également soumise à concours. Il n'en serait resté que le bâtiment construit par Soufflot au XVIIIe siècle, tandis qu'un nouveau quartier aurait vu le jour en plein cœur historique. La démolition-reconstruction du secteur de la Guillotière, autour de la place du Pont fut également envisagée. L'idée de construire des portes qui fixeraient de manière symbolique les limites de Lyon a été lancée, mais jamais réalisée malgré les projets de plusieurs architectes dont Tony Garnier.
Dans la nuit du 12 au 13 novembre 1930, un glissement de terrain dramatique se produit entre la rue Tramassac et la montée du Chemin-Neuf : c'est la catastrophe de Fourvière. Quarante morts sont à déplorer. Cette catastrophe fait prendre conscience aux pouvoirs publics de l'état de déshérence dans lequel sont les quartiers anciens, délaissés par les opérations urbaines (déjà, en 1852, la rive droite de la Saône est qualifiée par Francis Linossier de « seconde ville sous le plâtre » ; d'autres auteurs y font référence comme à « la ville de Moyen Âge » ou à un « quartier mort »). Le maire Édouard Herriot juge pour sa part que « le vieux Lyon est un ramassis de taudis, tout juste digne de l’équarrisseur » et qu'« il faut démolir tous les immeubles de la rue de la Bombarde ».
En 1938 est lancé un « Concours pour l'embellissement du vieux Lyon » dont les principes sont fortement inspirés de la Charte d'Athènes. Le lauréat, Pierre Bourdeix, architecte en chef des bâtiments civils et palais nationaux (depuis 1937) prévoit l'agrandissement de la place Saint-Jean, l'aménagement d'un jardin ainsi que d'une fontaine face à la cathédrale. Jean Zay, ministre de l'éducation nationale, s'oppose à ces destructions en faisant inscrire les immeubles de la place Saint-Jean à l'inventaire des monuments historiques. L'étape suivante aurait consisté en la rénovation de l'ensemble du quartier de part et d'autre d'une grande rue de vingt mètres de largeur ; tous les bâtiments du quartier, jugés dangereux et insalubres, sont promis à la démolition, à l'exception de la primatiale et du musée Gadagne. Bourdeix prévoit enfin l'installation d'un marché-gare desservi par la gare Saint-Paul. Le conseil municipal du 7 mars 1938 montre l'opposition entre une municipalité « bâtisseuse », qui prévoit d'acquérir et de détruire une grande partie des bâtiments afin de « dégager la cathédrale jusqu’à la colline de Fourvière », et un pouvoir « parisien » (Paul Gélis, architecte en chef des Monuments Historiques, Émile Bollaert, préfet du Rhône et ancien directeur des Beaux-Arts) soucieux de préservation du patrimoine, qui en 1937 avait fait inscrire 88 immeubles constituant près d'un millier de logements à l'inventaire supplémentaire des monuments historiques. Tous ces projets sont retardés, puis ajournés définitivement par la Seconde Guerre mondiale.

## Depuis 1944

### La croissance démographique
La population de Lyon évolue encore au cours de la seconde moitié du vingtième siècle. Entre 1946 et 1966, la ville passe de 460 748 habitants à 524 569, cette croissance constituant pour partie un rattrapage de la population perdue durant la guerre. Toutefois, comme durant la période précédente, la répartition de cette population continue de se modifier. La rive gauche, déjà prépondérante (57 % de la population communale) à la sortie de la guerre, en accueille 59,5 % vingt ans plus tard. La Croix-Rousse (4e arrondissement) et la rive droite de la Saône (5e et 9e) progressent également légèrement plus vite que l'ensemble de la municipalité. C'est la presqu'île (1er et 2e arrondissements) qui perd des habitants, même en termes absolus, passant sous le seuil des 100 000 résidents.
Mais la principale évolution de la population est à chercher ailleurs : la population agglomérée n'est plus seulement celle de la commune, mais rassemble une agglomération comptant de plus en plus de municipalités. L’agglomération lyonnaise devient rapidement millionnaire, comptant 1 152 805 habitants en 1975,  1 318 000 en 1999.

### L'urbanisme des «Chartes d'Athènes»

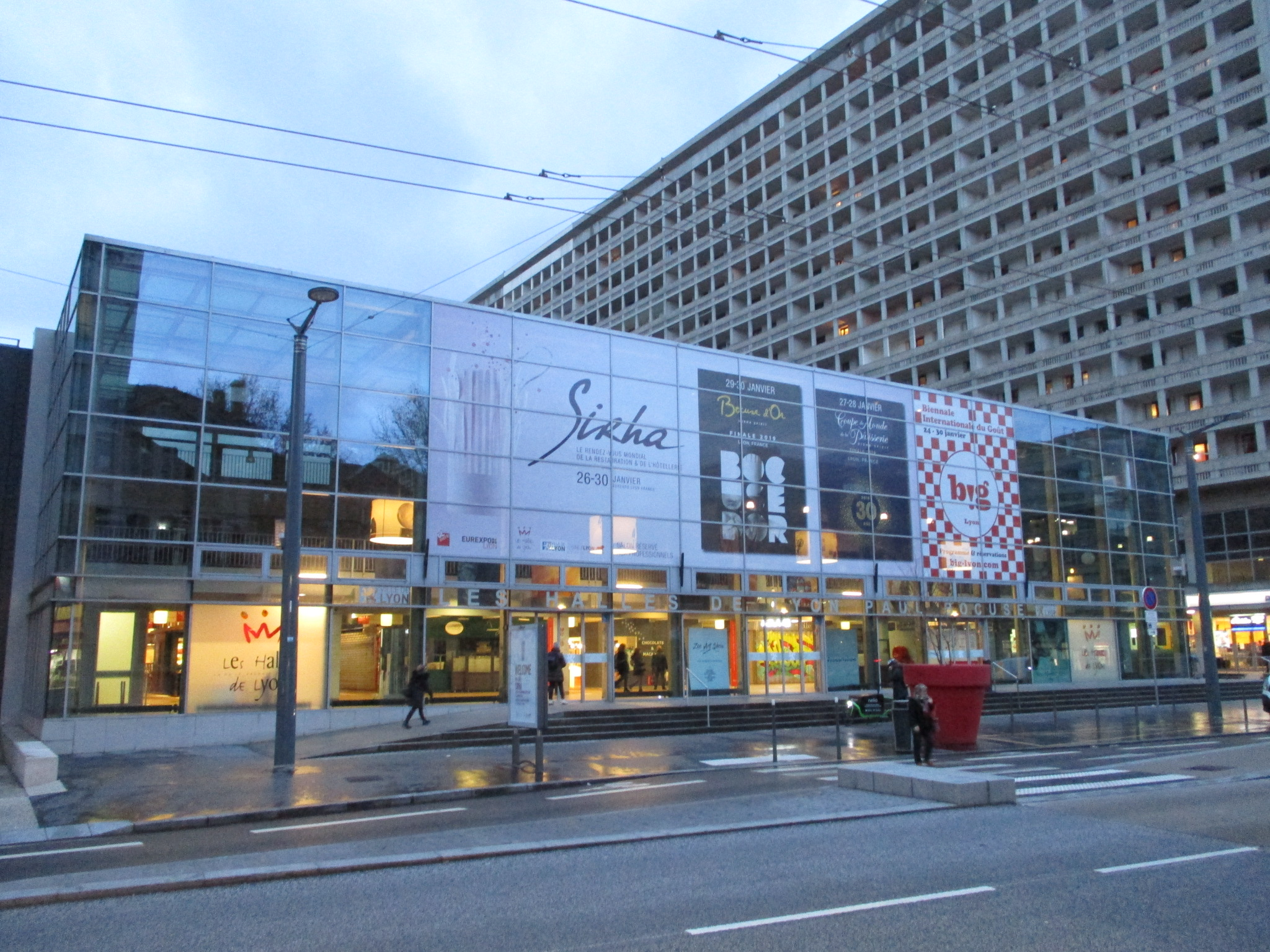
Les Halles de Bocuse rénovées en fond un bâtiment d'habitation de l'architecte Zumbrunnen à La Part-Dieu.

Dans les premiers temps de l'après-guerre, la Charte d'Athènes de 1933 reste toujours une référence pour les acteurs de l'aménagement. Son principe de construction de grands immeubles d'habitation aboutit à la création de grandes cités qui servent notamment à loger l'excédent de population que créent le baby-boom, l’immigration et le rapatriement des Pieds-noirs d'Algérie. Son principe de séparation des fonctions aboutit à la création de quartiers spécialisés. Le maire de 1957 Louis Pradel est en quelque sorte le symbole de cette période. « Préférant toujours couler du béton que de restaurer (Charte d'Athènes 1931) de vieux bâtiments, [il] aurait prescrit un bon coup de bulldozer. Il se contenta d'un autre projet : la création d'un pont en face de la rue Grenette que prolongerait un large boulevard sur la colline de Fourvière. ». Il avait par ailleurs fortement pesé dans la décision de faire passer l'autoroute par le centre-ville, faisant remarquer après coup que sa ville était alors la seule au monde, avec Los Angeles, à pouvoir être traversée « tout droit, sans un feu rouge ».
Édouard Herriot, à nouveau maire en 1946, ne mène pas les grands travaux que nécessitent l'état des quais. C'est d'ailleurs plutôt l'État qui prend la main durant les Trente Glorieuses, et mène de grands travaux dans la ville, particulièrement sur les infrastructures : les ponts sont rétablis dès la sortie de la guerre. Les bas-ports sont en partie remblayés pour aménager des voies de passage dédiées à l'automobile, dont le cas le plus emblématique reste l'autoroute qui longe la rive droite du Rhône entre le pont de la Mulatière et le pont Gallieni. Ailleurs, quand les bas-quais n'ont pas été remblayés à hauteur du quai, ils ont été transformés en espaces de stationnement, soit de plain-pied en rive gauche du Rhône soit en silos sur la rive droite de la Saône. Le centre d'échanges de Perrache est construit autour du tunnel de Fourvière par le Grand Lyon: les autoroutes A6 et A7 traversent toujours le centre-ville. En conséquence, l'isolement de la partie méridionale de la Presqu'île s'aggrave, celle-ci étant séparée du quartier Bellecour par la désormais double barrière que forme le centre d'échanges routier le long des voies de chemin de fer, et séparé du Rhône par l'autoroute.
Un des symboles forts des années 1970 est la construction de La Part-Dieu qui est composé d'un habitat « corbuséen » construit par Jean Zumbrunnen, des halles de Lyon, de l'auditorium, de la première tour gratte-ciel de Lyon, d'un centre commercial, de la bibliothèque municipale, de la gare SNCF et de la gare routière.

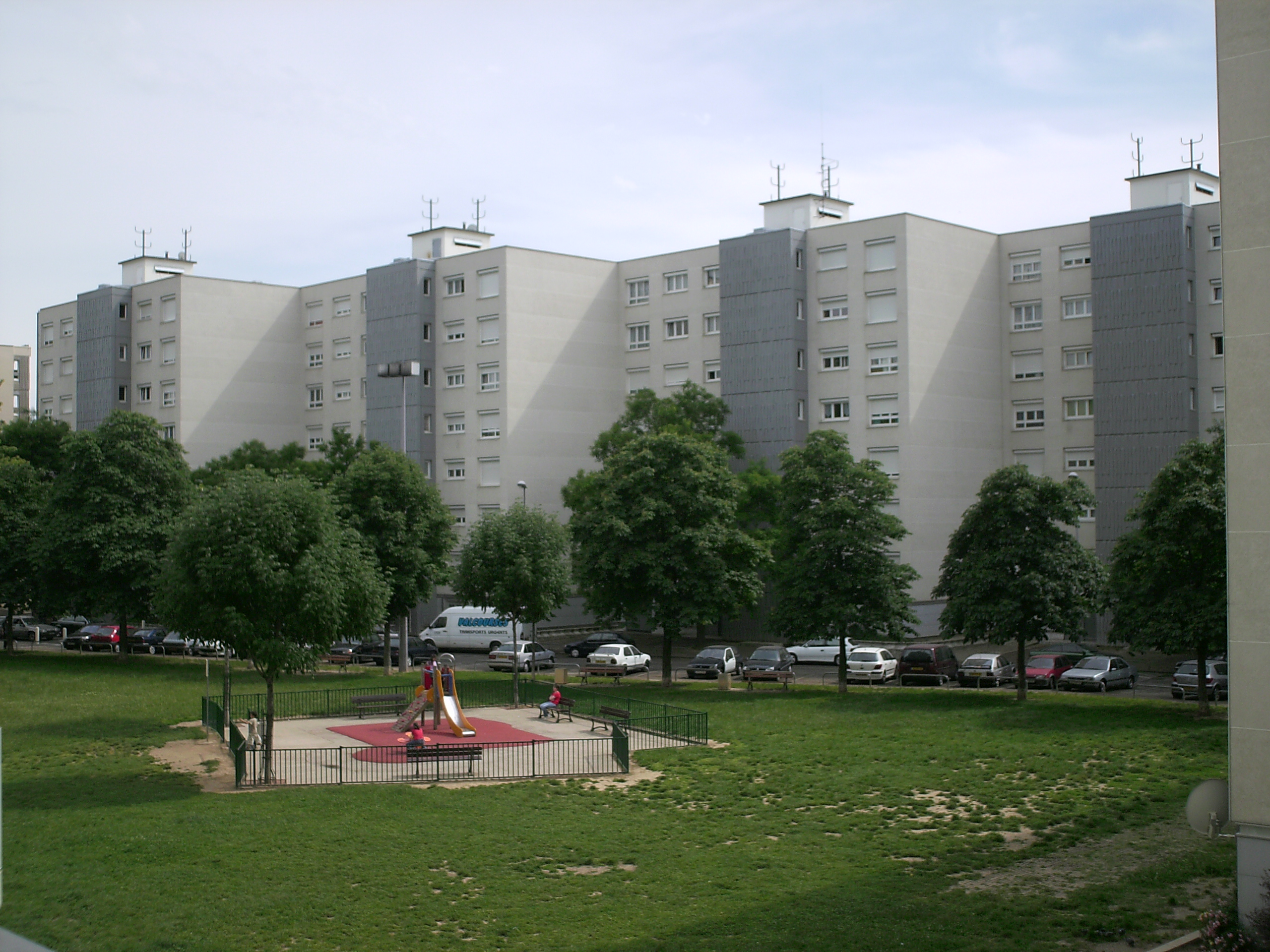
Les Minguettes, un des symboles de l'urbanisation rapide des années 1960.

Dans la décennie 1950, Le Ministère de la Reconstruction et de l'Urbanisme s'associe au Groupement de l'urbanisme de Lyon pour élaborer les « cités résidentielles ». Leur constitution est en périphérie urbaine : La Duchère dans le neuvième arrondissement, Bron et Vénissieux hors Lyon.

### La reprise en main de la collectivité territoriale
La création de la DATAR en 1963 permet de réorienter les investissements en infrastructure urbaine et habitat, et de retrouver un Plan d'encadrement de l'évolution de la ville. Ainsi les bidonvilles seront traités.
Cette période est marquée par la constitution de la Communauté urbaine de Lyon (dite « COURLY » ou « Grand Lyon »), une des structures intercommunales créées par l'État pour aménager et gérer le territoire métropolitain en changeant de département plusieurs communes. En septembre 1978 est fondée par Charles Delfante l’Agence d'Urbanisme de la Communauté Urbaine (ou AGURCO), devenue en 2014 UrbaLyon.

### La mise en valeur du patrimoine

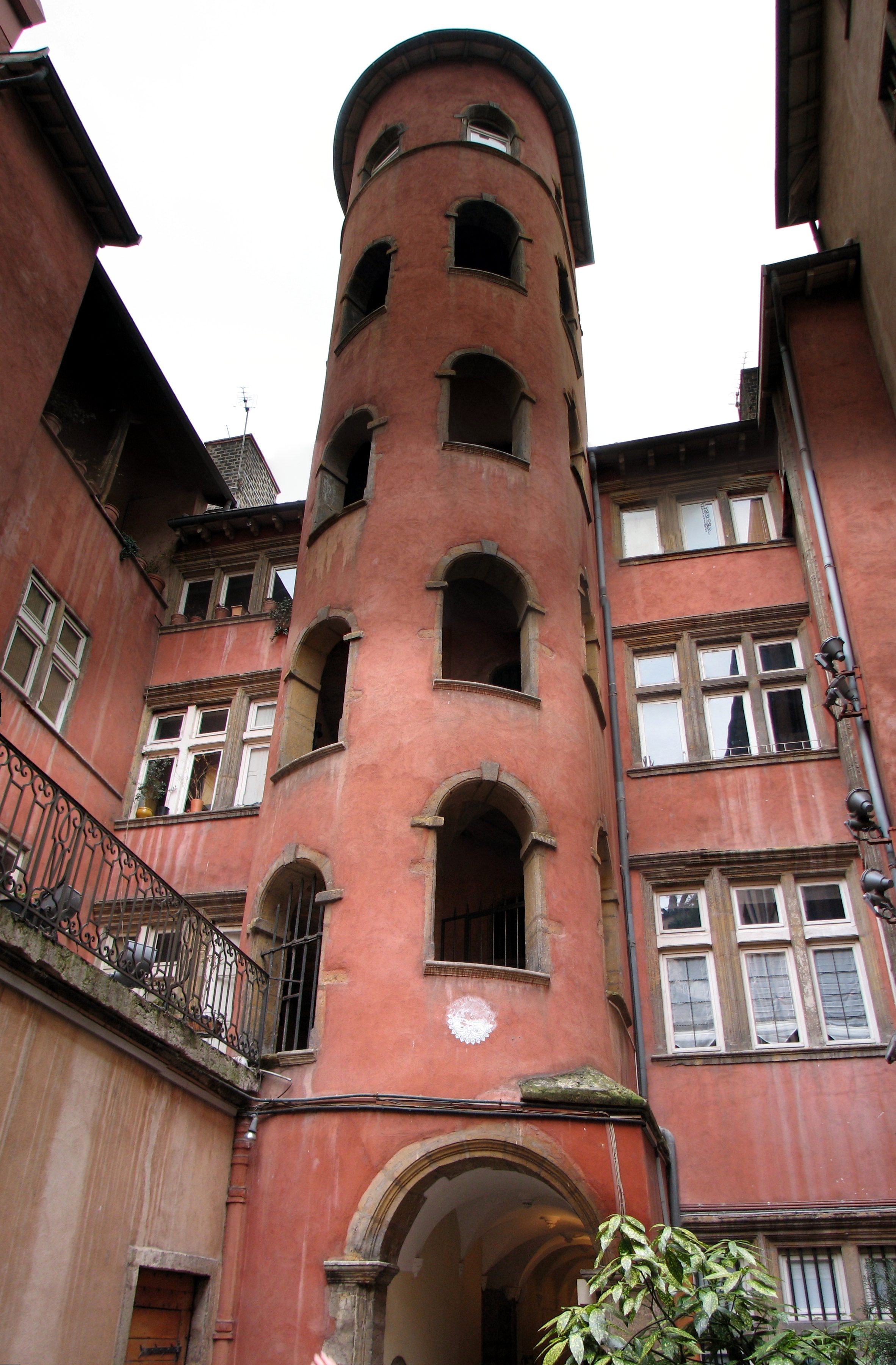
La Maison du Crible, dans le Vieux Lyon.

À partir de 1964, une prise de conscience de l'intérêt patrimonial du bâti ancien s'effectue. Le revirement le plus spectaculaire concerne le quartier du Vieux Lyon : maintes fois promis à une destruction totale ou partielle, en déshérence sociale, composé de logement en grande partie insalubres, il est sauvé des destructions par André Malraux : en vertu de la loi qui porte son nom, votée deux ans plus tôt, ce dernier crée dans le Vieux Lyon le premier secteur sauvegardé de France, le 12 mai 1964.
Le centre d'échanges de Perrache construit autour du Tunnel de Fourvière, les autoroutes A6 et A7 traversent le centre-ville. Un des résultats de cette politique est la persistance et même l’aggravation de l'isolement de la partie méridionale de la Presqu'île, séparée du quartier Bellecour par la désormais double barrière que forme le centre d'échanges routier le long des voies de chemin de fer, et séparé du Rhône par l'autoroute.
La réhabilitation du bâti est systématisée entre 1970 et 1995, et la fréquentation touristique commence à croître. Certains réflexes de rénovation urbaine lourde restent toutefois en place : en 1970, de grandes demeures bourgeoises de la rue Mercière, comportant trois ou quatre étages donnant sur cour intérieure, sont ainsi rasées.
Dans les années 1990, le principal projet urbanistique, porté principalement par Raymond Barre, est la Cité internationale, qui s'installe entre le parc de la Tête d'or et le Rhône à la faveur du déplacement de la foire de Lyon sur le site d'Eurexpo à Chassieu.
Le 5 décembre 1998, le Vieux Lyon, mais aussi les collines de Fourvière et de la Croix-Rousse et la Presqu'île jusqu'à la basilique d'Ainay sont classés au patrimoine mondial,.

### Le renouvellement urbain

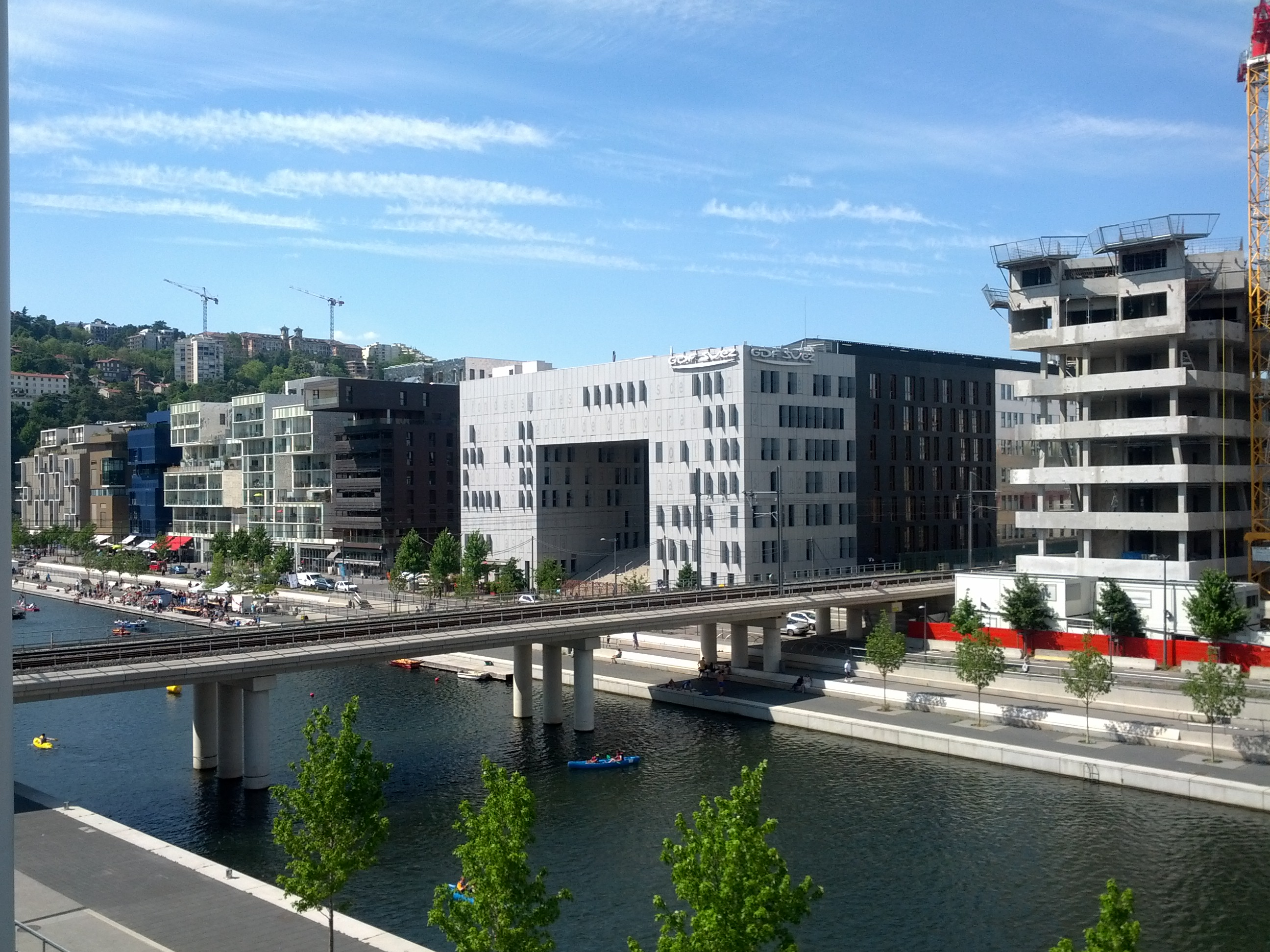
La Confluence, symbole de l'urbanisme des années 2000 et de la reconstruction de la ville sur elle-même.

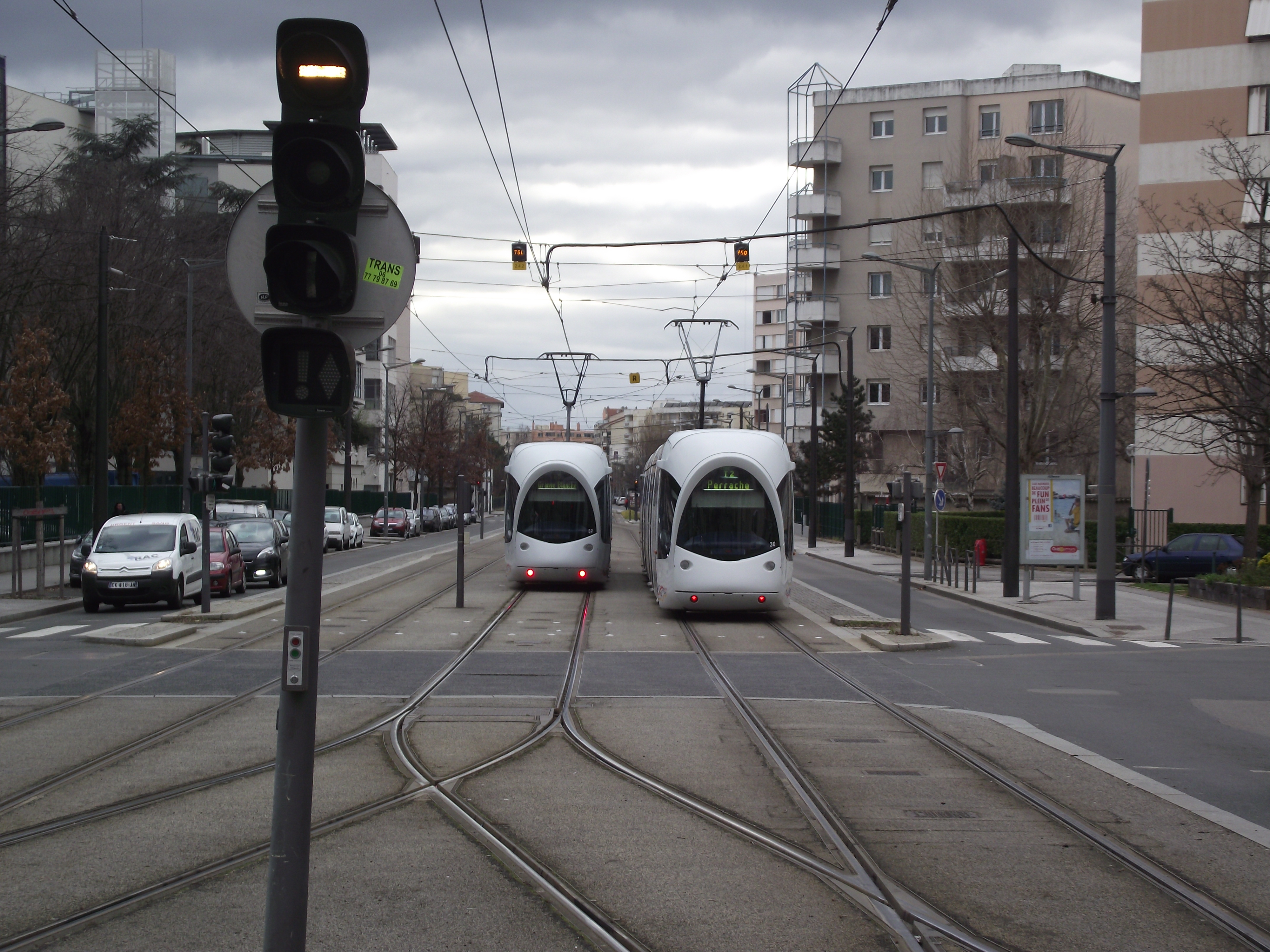
Le tramway, mis en place à Lyon dans les années 2000.

Les décennies 2000-2010 et 2010-2020, plus particulièrement sous les mandats de Gérard Collomb, sont marquées par la loi SRU qui encourage réglementairement la reconstruction de la ville sur elle-même, le renouvellement urbain et porte l'obligation de suivre les normes d'hygiène nouvelles travail et habitat. C'est dans cette perspective que sont menées de très importantes opérations d'urbanisme, comme l'aménagement du quartier de la Confluence, qui concerne tout le sud de la Presqu'île, au-delà de la gare de Perrache. Le marché gare déménage pour Corbas, le site originel étant détruit pour laisser place à un nouveau quartier ; les prisons Saint-Paul et Saint-Joseph sont également déplacées à Corbas, leurs locaux étant réhabilités par l'université catholique de Lyon.
La politique urbaine des mandats de Raymond Barre et de Gérard Collomb se traduit notamment par un accent fort mis sur le quartier de la Part-Dieu, avec un renouveau de la construction de gratte-ciels. Ce travail s'inscrit dans un chantier urbain plus vaste visant à la requalification globale du quartier. Les principaux travaux portent sur la gare, à laquelle sont ajoutés une voie, des éclairages naturels, des accès supplémentaires au nord et au sud, une refonte des espaces intérieurs et un niveau souterrain. Le centre commercial est réaménagé intérieurement et extérieurement, ainsi que la dalle qui le jouxte. De l'autre côté de cette dernière, la cité administrative d'État est entièrement reconstruite.

### L'avènement d'un urbanisme de transition
Les perspectives de réchauffement climatique incitent les pouvoirs publics municipal et métropolitain à mettre en place dans les années 2000 et plus encore à partir de 2020 une politique active de transition écologique. L'inscription de cette dernière dans la politique urbaine se traduit notamment par la reconquête de l'eau, des espaces verts, des voiries ainsi que par une requalification du bâti.
La partie la plus visible est la plus conflictuelle de ce changement de paradigme est la redéfinition des parts modales de la voiture et de tous les autres modes de transport. La municipalité et l'intercommunalités centristes puis écologistes cherchent en effet à diminuer cette part modale, qui est inscrite notamment dans le plan Lyon 2030. Cet engagement se traduit notamment par l'instauration d'une zone à faibles émissions le 1er janvier 2020. Cette ZFE est étendue en 2023, mais moins que prévu initialement, et avec un calendrier moins contraignant que prévu. Un second volet de cette politique est la création d'un réseau structurant de pistes cyclables annoncé en octobre 2021, Les Voies Lyonnaises, qui vient compléter et organiser un réseau existant déjà important,.
En ce qui concerne l'eau, et sur le modèle des grandes métropoles anglo-saxonnes que sont Baltimore, Boston, Montréal, Ottawa ou Londres, le Grand Lyon est la première grande agglomération française à mettre en place en 1991 un « plan bleu » visant à reconquérir les rives de ses deux cours d'eau. Plus lentement émergent des opérations, d'abord ponctuelles, visant à renaturer et requalifier les petits affluents coulant dans les quartiers périphériques ou les communes limitrophes.
À la faveur de la recomposition urbaine, des projets éphémères sont mis en place entre la cessation d'une activité et la reconstruction d'un nouvel usage : c'est la mise en place à Lyon de l'urbanisme transitoire, par exemple sur l'îlot Mazagran dans le septième arrondissement ou dans l'îlot « L'autre Soie » sur les communes de Vaulx-en-Velin et de Villeurbanne. La volonté de limiter le bilan carbone du chantier de la Part-Dieu se traduit par un accent fortement mis sur les réhabilitations plutôt que sur des constructions neuves même vertueuses.
Les candidats écologistes à la mairie et à la Métropole déclarent durant leur campagne, puis après leur élection, qu'ils veulent mettre un terme à l'urbanisme vertical projeté à la Part-Dieu, notamment pour proposer « des bâtiments à taille humaine [et] cherche une juste densité », mais aussi pour lutter contre la concentration des emplois dans ce quartier, qui pose notamment des problèmes d'engorgement de la gare,.